# Afrika
Afrika (anglicky  Africa, francouzsky  Afrique, portugalsky África, arabsky أفريقيا‎ (Afrīqiyā), amharsky አፍሪቃ (Äfəriqa), svahilsky Afrika) je třetí největší kontinent (po Asii a Americe) s celkovou rozlohou přes 30,3 mil. km², což představuje 20,3 % celkového povrchu souše na Zemi; včetně ostrovů pokrývá 6 % celkové rozlohy Země.
Rozkládá se jižně i severně od rovníku převážně na východní polokouli. Z větší části je obklopena oceány, na východě Indickým oceánem a na západě Atlantským oceánem. Na severu se nachází Středozemní moře, které odděluje Afriku od Evropy. V oblasti Suezské šíje je tento kontinent spojen s Euroasijskou deskou.
Světadíl zahrnuje četné klimatické oblasti. Je to jediný kontinent, který se táhne od severních mírných zón až po jižní mírné zóny. Velkou část pevniny tvoří pouště (Sahara, Kalahari), polopouště a savany. V centrální části se pak nacházejí deštné pralesy (Africký deštný prales).
V 53 afrických státech žije přes 1,5 miliardy obyvatel (2024), což činí 19,4 % celkové populace Země. Populace je zde nejmladší mezi všemi kontinenty, střední věk v roce 2012 byl 19,7 roku, kdežto celosvětový medián byl 30,4 roku. Podle velikosti území je největší zemí tohoto světadílu Alžírsko, podle počtu obyvatel Nigérie. Střední východní Afrika je široce přijímána jako místo původu lidí a velkých lidoopů, o čemž svědčí objevy nejranějších hominidů a jejich předků, které jsou datovány do doby před sedmi milióny let a zahrnují druhy rodů Australopithecus, Homo habilis (člověk zručný), Homo ergaster (člověk dělný) a Homo rudolfensis (člověk východoafrický), spolu s nejstaršími nálezy moderního člověka (Homo sapiens) nalezenými v Etiopii, které jsou z doby před 200 000 lety.

## Etymologie
Název kontinentu pochází od starých Římanů, kteří používali pro severní část kontinentu, zhruba odpovídající dnešnímu Tunisku, jméno Africa terra („země Aferů“). Původ jména je ale neznámý a existuje řada teorií, jak latinské jméno Afri (v jednotném čísle Afer) vzniklo.
| Původ                                | Slovo     | V překladu               | Poznámka |
| ------------------------------------ | --------- | ------------------------ | --- |
| Féničtina                            | Afar      | Prach                    | [ 11 ] |
| Berberština                          | Ifri      | Jeskyně                  | Obyvatelé Afriky jsou označováni jako obyvatelé jeskyní.                                                                   |
| Řečtina                              | Aphrike   | Bez chladu               | |
| Latina                               | Aprica    | Slunečná                 | Podle zmínky Isidora ze Sevilly, z rukopisu Etymologiae ze 7. století.                                                     |
| Pojmenování z bible                  | Epher     | -                        | Podle zmínky Flavia Josepha (narozen 37 př. n. l.) jméno vzniklo podle vnuka Abraháma, Ephera, který obsadil dnešní Libyi. |
| Egyptština                           | Af-rui-ka | Obrátit se k otevření Ka | Otevření Ka odkazuje na lůno nebo místo narození, Afrika byla pro Egypťany místem narození.                                |
| Z italské Umbrie (modifikace latiny) | Africus   | Jižní vítr, deštivý vítr | |
| Hebrejština                          | Ophir     |                          | Biblické město (teorie podle Roberta R. Stieglitze).                                                                       |

## Geografie

### Poloha a rozloha

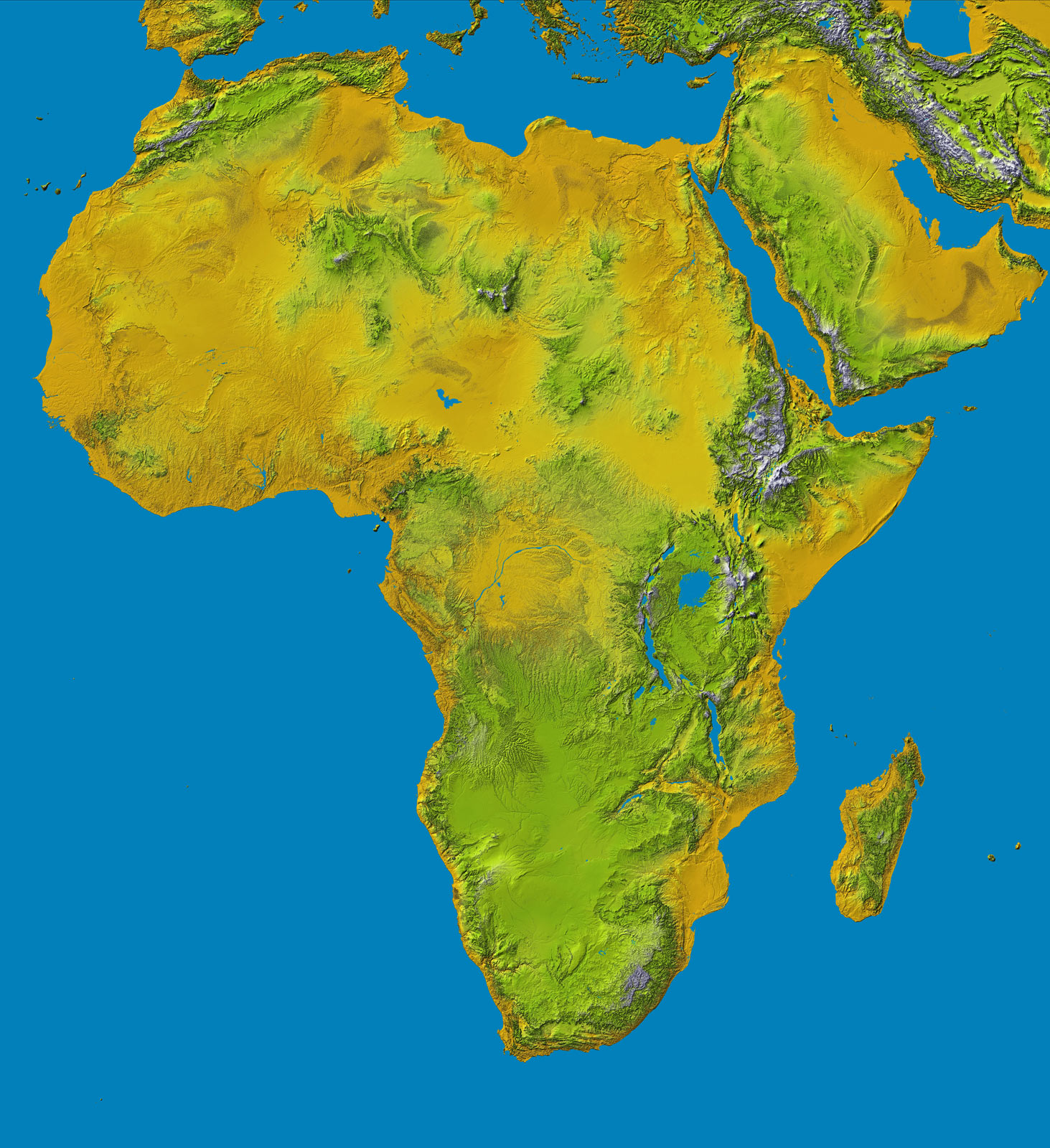
Fyzická mapa Afriky

Afrika je svou plochou 30 368 000 km² třetí největší světadíl. Druhý největší (po Asii) by byl v případě rozdělení Ameriky na dva kontinenty, Severní a Jižní Ameriku. Světadíl jako jediný na světě leží na severní, jižní, západní i východní polokouli současně. Převážná část však leží na polokouli východní.
Africký kontinent má atypicky pravidelný, nepříliš členitý obrys a oproti dalším kontinentům má rovněž malý počet ostrovů (největším je Madagaskar), a také nízký počet poloostrovů (největším je Somálský poloostrov). Břehy kontinentu omývá Atlantský a Indický oceán. Od Evropy ji odděluje Středozemní moře a nejblíže jsou k sobě oba kontinenty v Gibraltarském průlivu (14 km). S Asií je Afrika spojena Suezskou šíjí (120 km), jižně od Suezské šíje pak oba kontinenty odděluje Rudé moře.

#### Krajní body
| Krajní body        | Lokace                                   | Zeměpisná délka či šířka |
| ------------------ | ---------------------------------------- | ------------------------ |
| Nejsevernější bod  | Bílý mys                                 | 37°21' severní šířky     |
| Nejjižnější bod    | Střelkový mys (nikoliv Mys Dobré naděje) | 34°50' jižní šířky       |
| Nejzápadnější bod  | Zelený mys                               | 17°31' západní délky     |
| Nejvýchodnější bod | mys Hafun                                | 51°25' východní délky    |

##### Nejzazší body včetně ostrovů
| Krajní body        | Lokace                                 | Zeměpisná délka či šířka |
| ------------------ | -------------------------------------- | ------------------------ |
| Nejsevernější bod  | tuniské souostroví Galite              | 37°34' severní šířky     |
| Nejjižnější bod    | Střelkový mys                          | 34°50' jižní šířky       |
| Nejzápadnější bod  | kapverdský ostrov Santo Antão          | 25°22' západní délky     |
| Nejvýchodnější bod | Île aux Cerfs (malý ostrov u Mauricia) | 57°49' východní délky    |

### Povrch

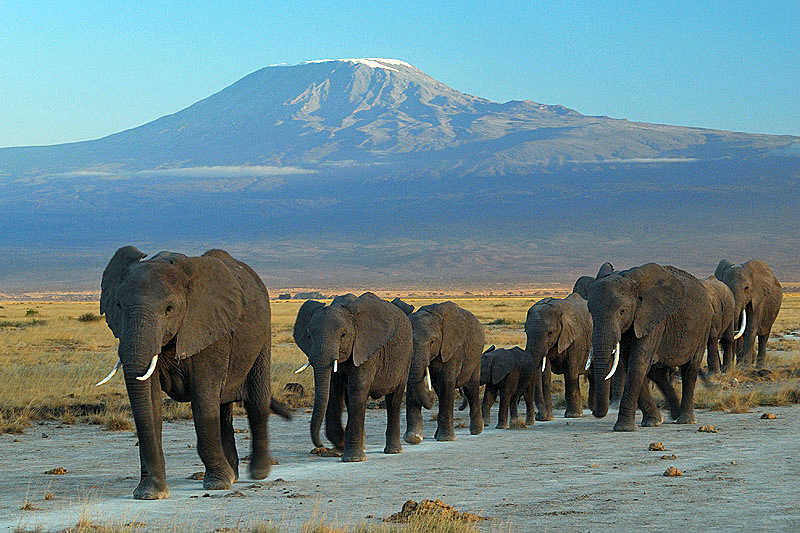
Nejvyšší hora Afriky Kilimandžáro

Většina kontinentu leží na africké litosférické desce, pouze menší východní část na somálské litosférické desce. Povrch obou desek se výrazně liší; na africké se nachází převážně tabule obklopené pánvemi, kdežto na pohyblivější somálské desce je povrch hornatý, s množstvím sopek. Nejvyšším horským masívem je sopka Kilimandžáro (5895 m n. m.). Hranici mezi deskami tvoří středoafrická příkopová propadlina a v ní jezera Malawi a Tanganika.

### Nerostné suroviny
Světadíl má bohaté zásoby nerostných surovin. Odhaduje se, že v Africe se nachází 90 % světových zásob kobaltu, 90 % zásob platiny, 50 % zásob zlata, 98 % zásob chromu, 70 % tantalu, 64 % manganu a jedna třetina zásob uranu. Mimo to se zde nachází diamanty, zemní plyn, tuha, měď a další suroviny.

### Vodstvo
Afrika spadá do úmoří dvou oceánů, Atlantského a Indického. Třetina povrchu Afriky jsou bezodtokové pánve. Nejdelší řeka je Nil, ale nejvodnatější a zároveň druhá nejdelší řeka je Kongo. Další velké řeky jsou Niger a Zambezi. Nachází se zde i velká jezera převážně tektonického původu, např. Viktoriino jezero (také Ukerewe) a již zmíněné Malawi a Tanganika. Jsou zde koryta řek, která jsou po většinu roku vyschlá a až v období dešťů se zaplňují; taková koryta se nazývají vádí.
V Jihoafrické republice v Dračích horách se nachází nejvyšší vodopád světa Tugela padající z výšky 983 m.

### Podnebí

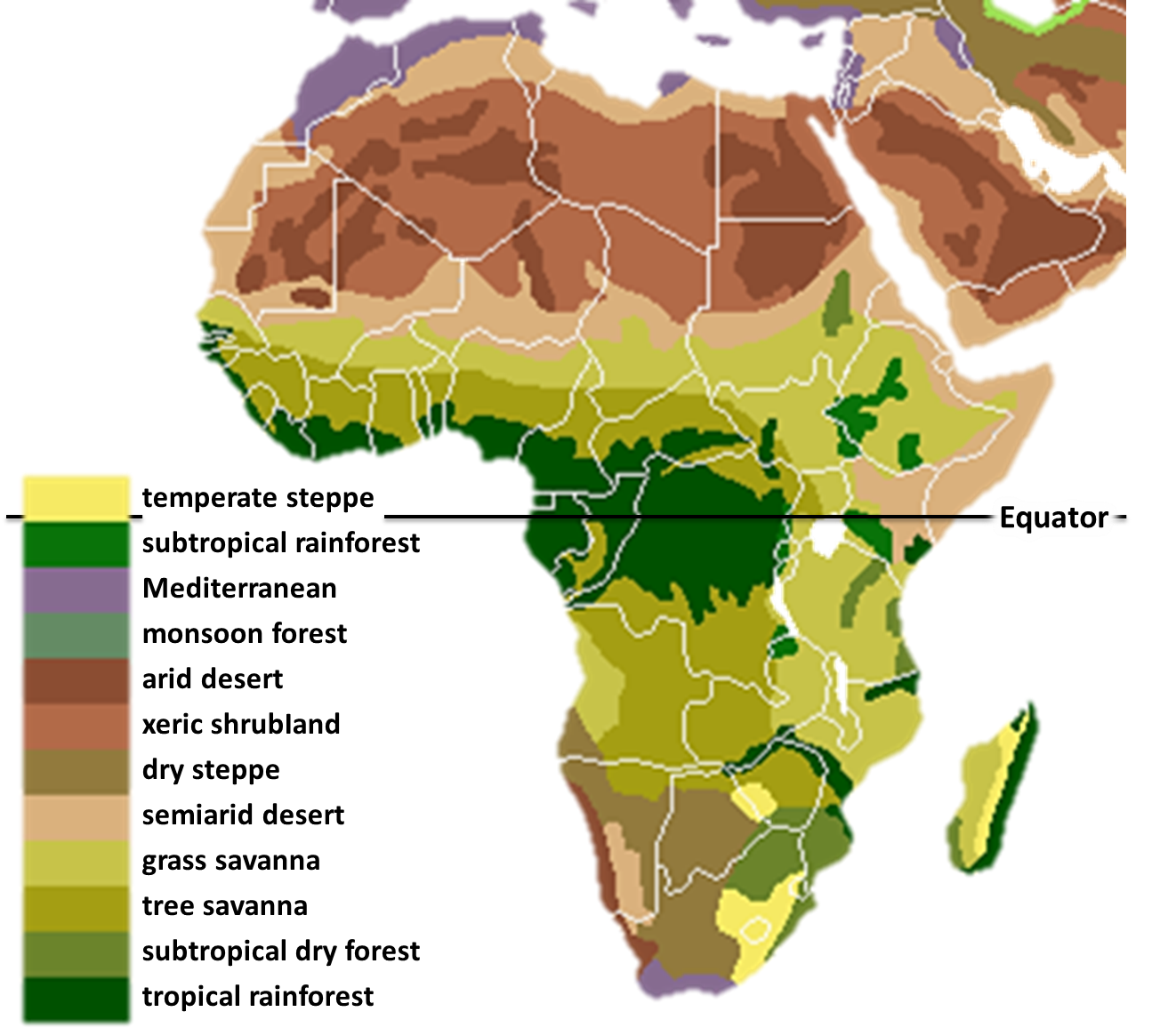
Biomy Afriky

Zhruba střední část Afriky, kolem rovníku, se nachází v tropickém podnebném pásu. Většina světadílu se nachází v tropickém klimatu mezi obratníky Raka a Kozoroha. Ve vnitrozemní oblasti rovníku, pokryté pralesem, je ekvatoriální podnebí, v přímořské oblasti pak tropické monzunové podnebí. Pás Sahelu a jižní část Afriky v okolí Botswany se nacházejí v semiaridním podnebí. Oblasti Sahary, Namibské pouště či Danakil se nacházejí v aridním podnebí. Pouze nejsevernější a nejjižnější přímořské oblasti se nacházejí v středozemním podnebí.
Afrika je světadíl s nejvyššími průměrnými teplotami. V Libyi byl v roce 1922 údajně naměřen teplotní rekord, když byla zaznamenána teplota 58 °C, ale v roce 2013 byl tento rekord zpochybněn.
Povrch kontinentu tvoří ze 60 % pouště a suché oblasti. V subsaharské Africe nastává každoročně v srpnu období dešťů, které v některých částech přetrvává až do března. Sníh se na africkém území vyskytuje pouze na vrcholcích hor, pravidelně sněží jen na pohoří Atlas.

### Ekologie

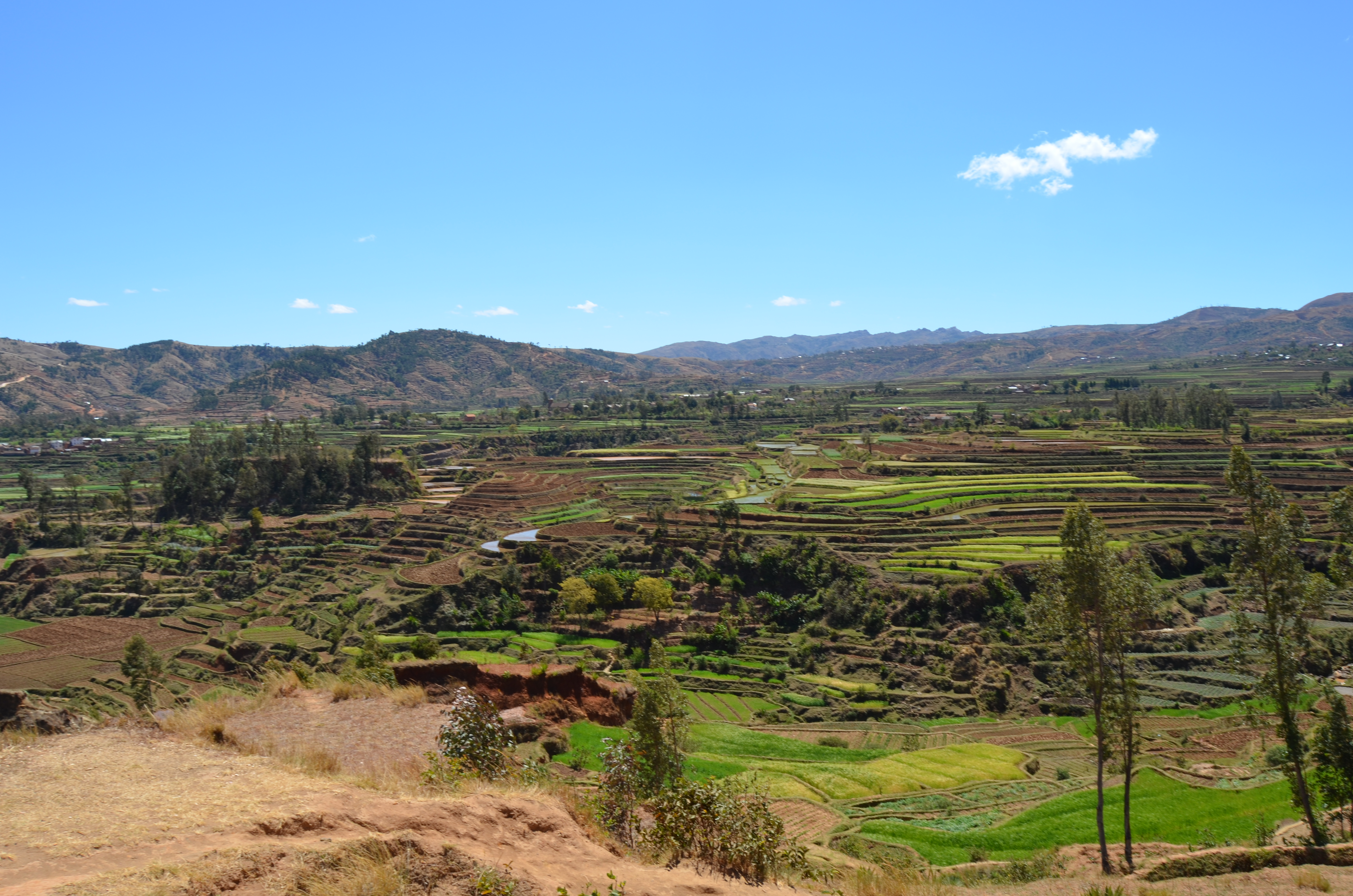
K odlesňování Madagaskaru přispěl prudký populační růst

Dle Programu OSN pro životní prostředí je Afrika zasažena odlesňováním dvakrát více než je celosvětový průměr – ztrácí čtyři miliony hektarů lesů ročně. 65 % zemědělské půdy, 31 % pastvin a 19 % lesů je zasaženo degradací půdy a 77 % území erozí půdy. Například Madagaskar přišel lidskou činností o 90 % svých lesů. Na africkém území se nachází přes 3 000 chráněných území (okolo 240 milionů hektarů).

### Fauna
Afrika se může pochlubit největší kombinací hustoty a „rozmezím volnosti“ populací volně žijících živočichů, a také rozmanitostí divokých populací po otevřených pláních se pohybujících velkých masožravců (jako jsou lvi, hyeny a gepardi) i býložravců (například buvoli, sloni, velbloudi a žirafy). Je také domovem zvířat džungle – hadů, primátů a vodních živočichů, jako jsou krokodýli a obojživelníci. V historii se na tomto kontinentu nacházely největší počty druhů megafauny, neboť byly nejméně postiženy vymíráním v pleistocénu.

### Africké geografické rekordy

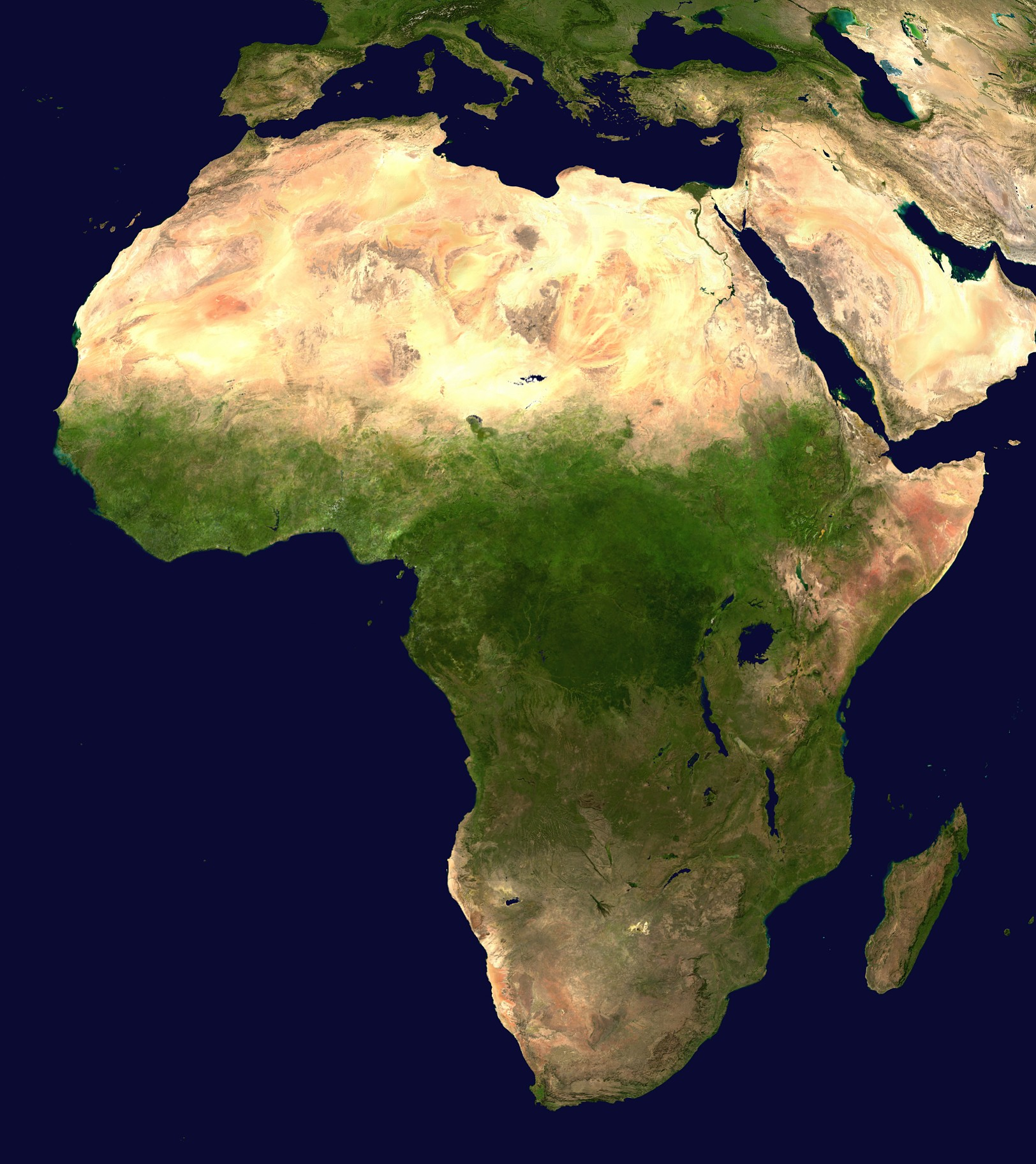
Satelitní snímek Afriky

| Rekord               | Držitel                    | Hodnota                            | Stát                                   |
| -------------------- | -------------------------- | ---------------------------------- | -------------------------------------- |
| Nejvyšší hora        | Kilimandžáro, vrchol Uhuru | 5 895 m                            | Tanzanie                               |
| Nejdelší řeka        | Nil s přítokem Kagera      | 6 671 km                           | Súdán, Egypt, Rwanda, Tanzanie, Uganda |
| Největší ostrov      | Madagaskar                 | 586 690 km²                        | Madagaskar                             |
| Největší jezero      | Viktoriino jezero          | 69 485 km²                         | Tanzanie, Keňa, Uganda                 |
| Největší činná sopka | Kamerunská hora            | 4 095 m                            | Kamerun                                |
| Největší poloostrov  | Somálský poloostrov        | 850 000 km²                        | Etiopie, Somálsko, Džibutsko, Eritrea  |
| Nejlidnatější stát   | Nigérie                    | 204 219 658 obyvatel (v roce 2020) | Nigérie                                |

## Dějiny

### Pravěk (2 000 000 – 5 000 let př. n. l.)

Expanze druhu Homo sapiens (červeně), který se vyvinul před 260 000–350 000 lety v Africe

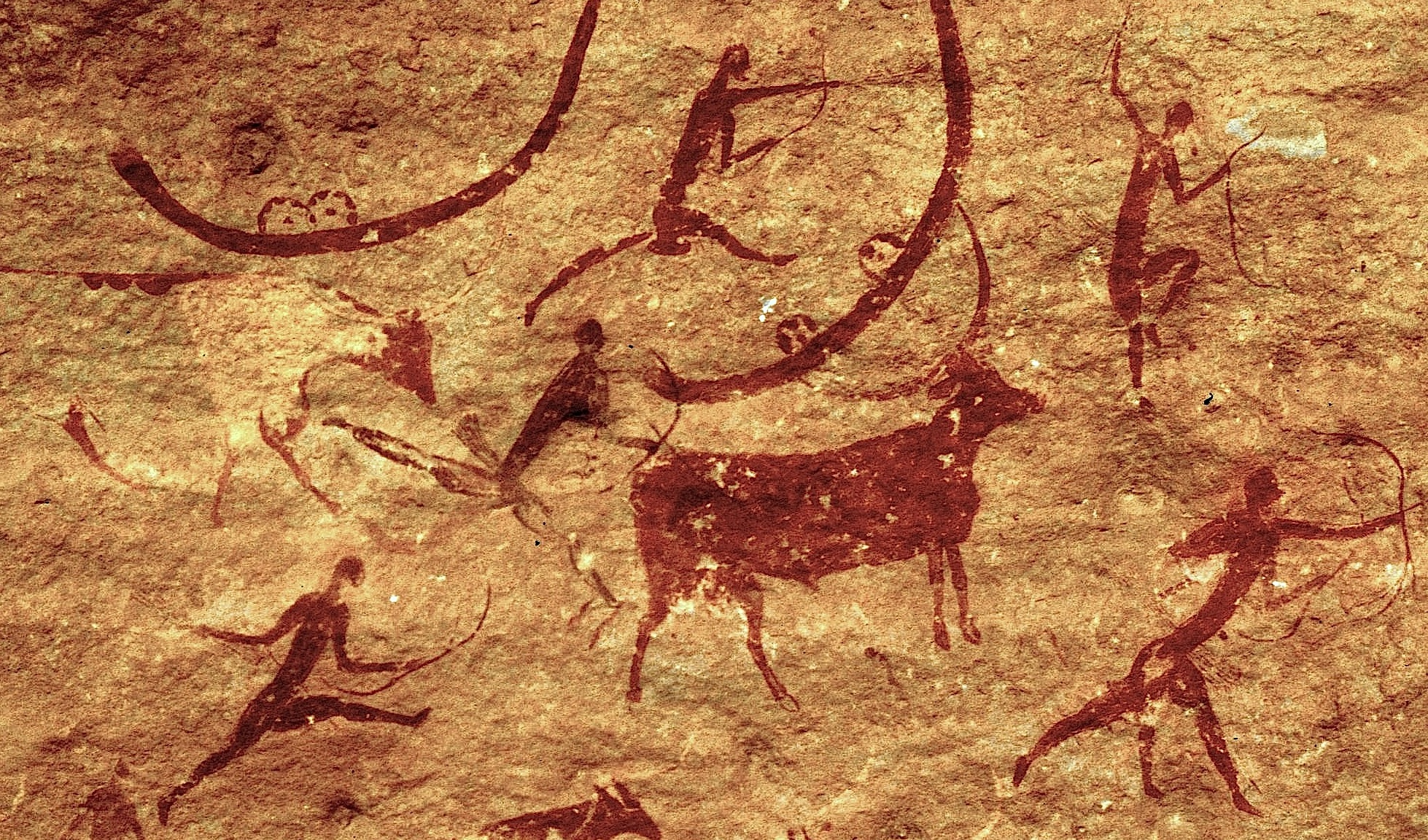
Skalní malby v Tassili z období neolitu, které ukazují tuto oblast Sahary v době, kdy zde panovalo vlhčí klima

Afrika je nejstarším obydleným územím na Zemi a všeobecně se má za to, že lidský druh se vyvinul na území dnešního afrického kontinentu. Před 30 miliony let žil v oblasti dnešního egyptského města Fajjúm předek člověka pojmenovaný Aegyptopithecus. Zhruba před 6–8 miliony let se na území Afriky oddělila vývojová větev moderních šimpanzů (Panina) a lidí (Hominina). Mezi první příslušníky samostatné lidské vývojové linie po oddělení od předků šimpanzů by mohly patřit rody Sahelanthropus, Orrorin a Ardipithecus, nalézané v Čadu, Keni a Etiopii.
Před 4,2–1,3 miliony let pak obývaly východní, střední i jižní Afriku různé druhy rodu Australopithecus a zhruba před 2,5 miliony let se objevili i první zástupci rodu Homo.
Prvními typy byly prvotní formy Homo habilis (člověk zručný) a Homo rudolfensis (člověk východoafrický), kteří byli předky druhu Homo ergaster (člověk zručný), jež se začal objevovat v období 1,8 milionu let př. n. l. Tento druh již používal oheň a pěstní klín. Na území dnešní Keni a Tanzanie se nalezly pozůstatky druhů Homo erectus (člověk vzpřímený) a Homo heidelbergensis (člověk heidelberský). Archaický hominin Homo naledi žil před 300 000 v Africe vedle prvních moderních lidí druhu Homo sapiens. Nálezy druhu Homo sapiens (člověk moudrý), které byly objeveny po celém kontinentu, vykazují rysy typické pro budoucí typ afrického pravěkého člověka.
Nejstarší nalezené africké jeskynní malby sahají do období 50 000 let př. n. l. Důkazy o výrobě nástrojů naznačují, že je afričtí pravěcí lidé vyráběli již v období 38 000–26 000 let př. n. l. Neolit započal v období 8 000 let př. n. l., v něm je již užívána mikrolitická industrie (pomongwaská, nachikufanská a další kultury). Hlavní rozkvět měla industrie v údolí Nilu, v dnešní západní Nigérii a v pralesích dnešního Kamerunu. V téže době si severoafrické kultury osvojily hrnčířství a chov dobytka, a přešly k zemědělství. O tisíc let později se neolitická revoluce začala šířit také do subsaharské Afriky. Hlavními plodinami tehdy byly čirok a proso.
V období 6 000 let př. n. l. je možné začít mluvit o odlišných lidských typech:
- sansko-khoinský, který žil ve stepích jižní a východní Afriky,
- pygmejský, jenž žil v tropických lesích,
- negroidní v subsaharské Africe,
- eurasijský mediterrání v severní Africe.

V období 5 000 let př. n. l. se z Asie rozšířil chov koz a ovcí a začala vznikat první stálá sídla, jako Fajjúm. S blížícím se přelomem našeho letopočtu začali Afričané užívat železo. Od 1. do 3. století n. l. již probíhala doba železná.

### Starověk (5 000 př. n. l. – 500 n. l.)

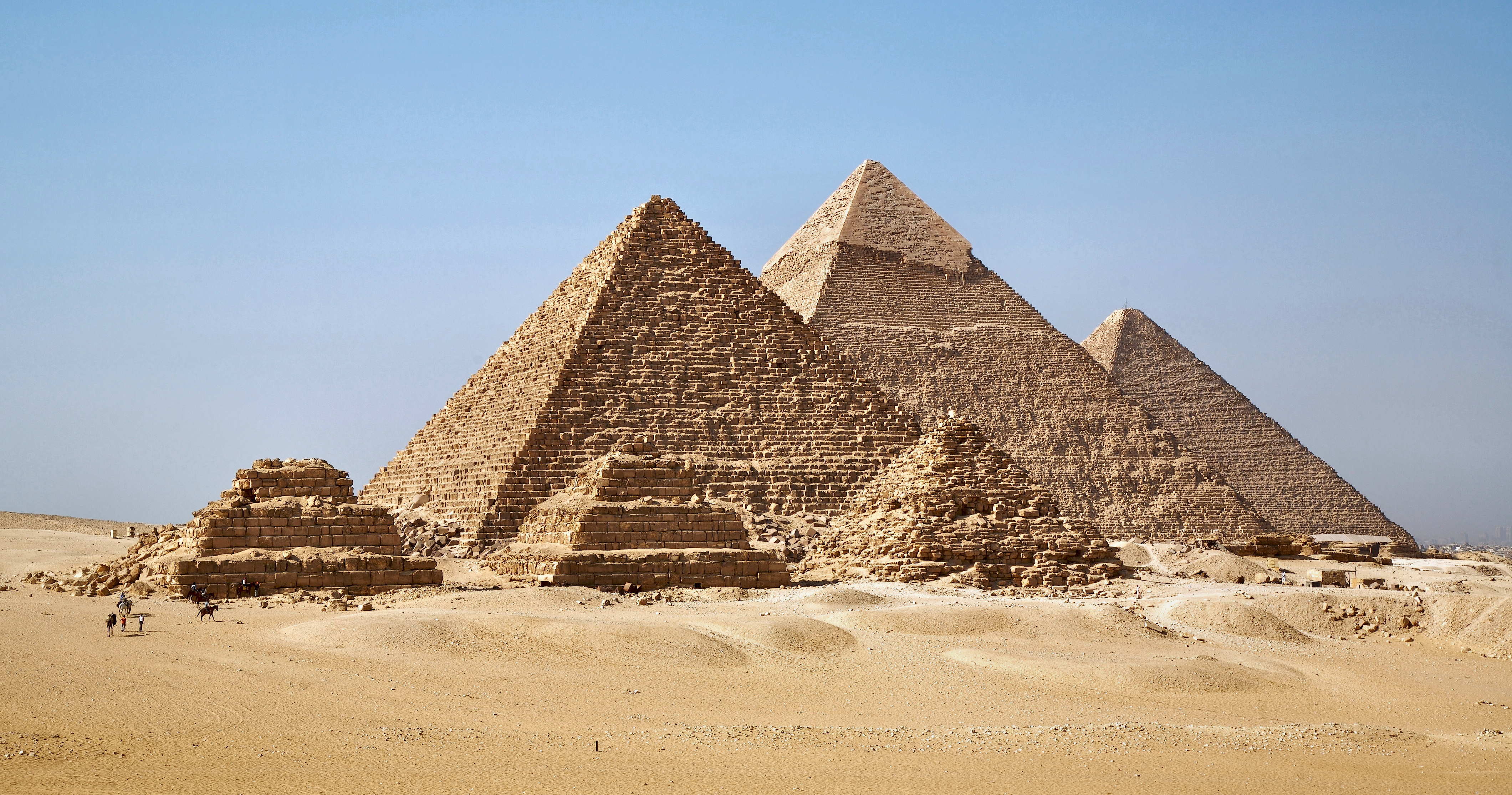
Pyramidy v Egyptě

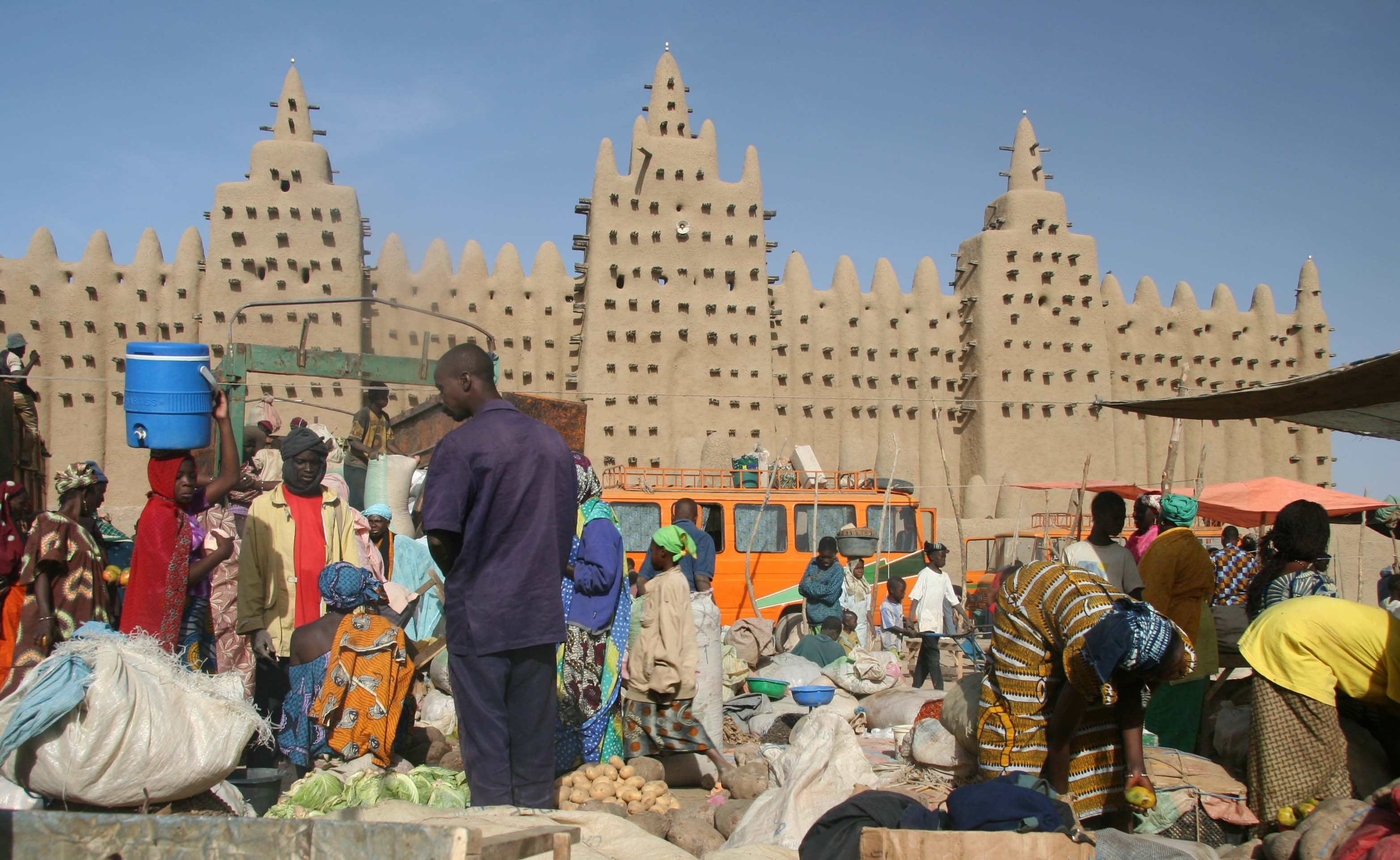
Velká mešita v Djenné na transsaharské obchodní cestě

Ve starověku se civilizace rozvíjely především na území severní Afriky a byly výrazně propojeny se starověkým Orientem. To platilo především pro říše v Núbii (města Meroe, Napata, Kerma) a pro starověký Egypt. Nejmocnější říší byl Egypt, který existoval s proměnlivým vlivem na tehdejší civilizace od období 3300 př. n. l. až do roku 343 př. n. l. Egypt byl první africkou státní formou – jeho základy byly položeny na území Horního Egypta, v Cenejském království, které později dobylo území Dolního Egypta a vytvořilo tak ucelený státní útvar. Ve 3. tisíciletí př. n. l. navázal Egypt obchodní spojení s východoafrickou zemí Punt.
V 7. století před naším letopočtem, během období řecké kolonizace, vznikly na území severní Afriky kolonie, například Naukratis, Kyréna nebo Apollonia. Tyto kolonie daly vzniknout oblasti Kyrenaika, což je část dnešní Libye. V severozápadní části Afriky vznikaly městské státy Féničanů, kupříkladu Kartágo. Pozdější civilizací bylo i východoafrické Aksumské království, které jako první africký stát ve čtvrtém století našeho letopočtu přijalo křesťanství. V 6. století n. l. křesťanství přijala i etnika žijící v Núbii (koptové a etiopové) a jejich víra dala vzniknout koptské a etiopské církvi.
Od roku 146 př. n. l. byla území Egypta a přímořské severní Afriky (berberské království Numidie, Kartágo či území kmene Libu) postupně dobyta Římany a vznikla římská provincie Afrika. Roku 439 zde založili království germánští Vandalové. V šestém století našeho letopočtu se toto území stalo provincií Byzantské říše a v 7. století důsledkem islámské expanze provincií Arabské říše. Zatímco Egypt byl Araby dobyt již roku 641, Maghreb až kolem roku 690.
Na území Sahelu vznikla města Tichit (Dhar Tichitt) a Walata jako zakládající centra obchodní transsaharské cesty. Město Tichit bylo ve 4. stol. n. l. začleněno do Ghanské říše. Okolo roku 300 př. n. l. došlo k založení další zastávky transsaharské stezky, města Djenné.
Subsaharské území bylo v tomto období civilizačně méně rozvinuté a místní státní útvary začaly vznikat až od devátého století našeho letopočtu. Zpracování železa, které bylo v severní Africe známo již před naším letopočtem, se v subsaharské Africe rozšířilo až v období mezi prvním a pátým stoletím našeho letopočtu. Ve starověku také začala migrace protobantuů a později Bantuů na území západní a jižní Afriky.

### Období samostatného vývoje

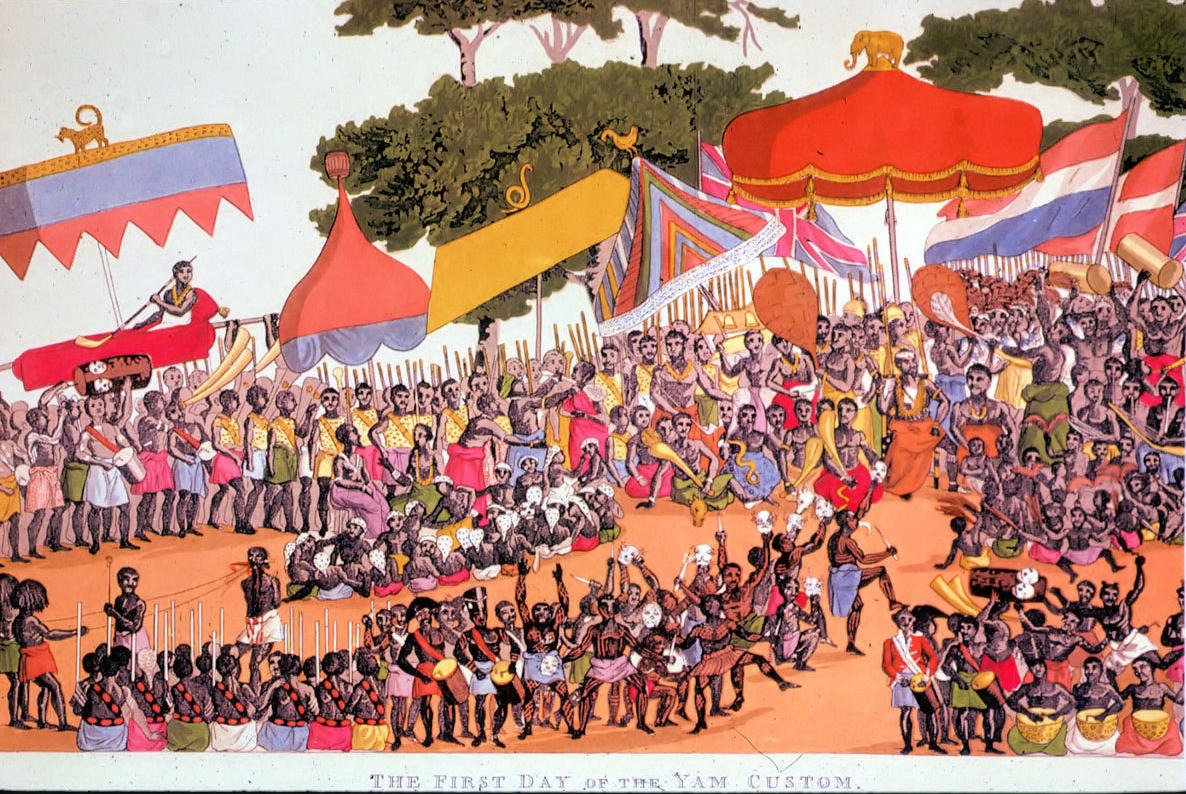
Oslava první sklizně jamu po období dešťů v Ašantském království

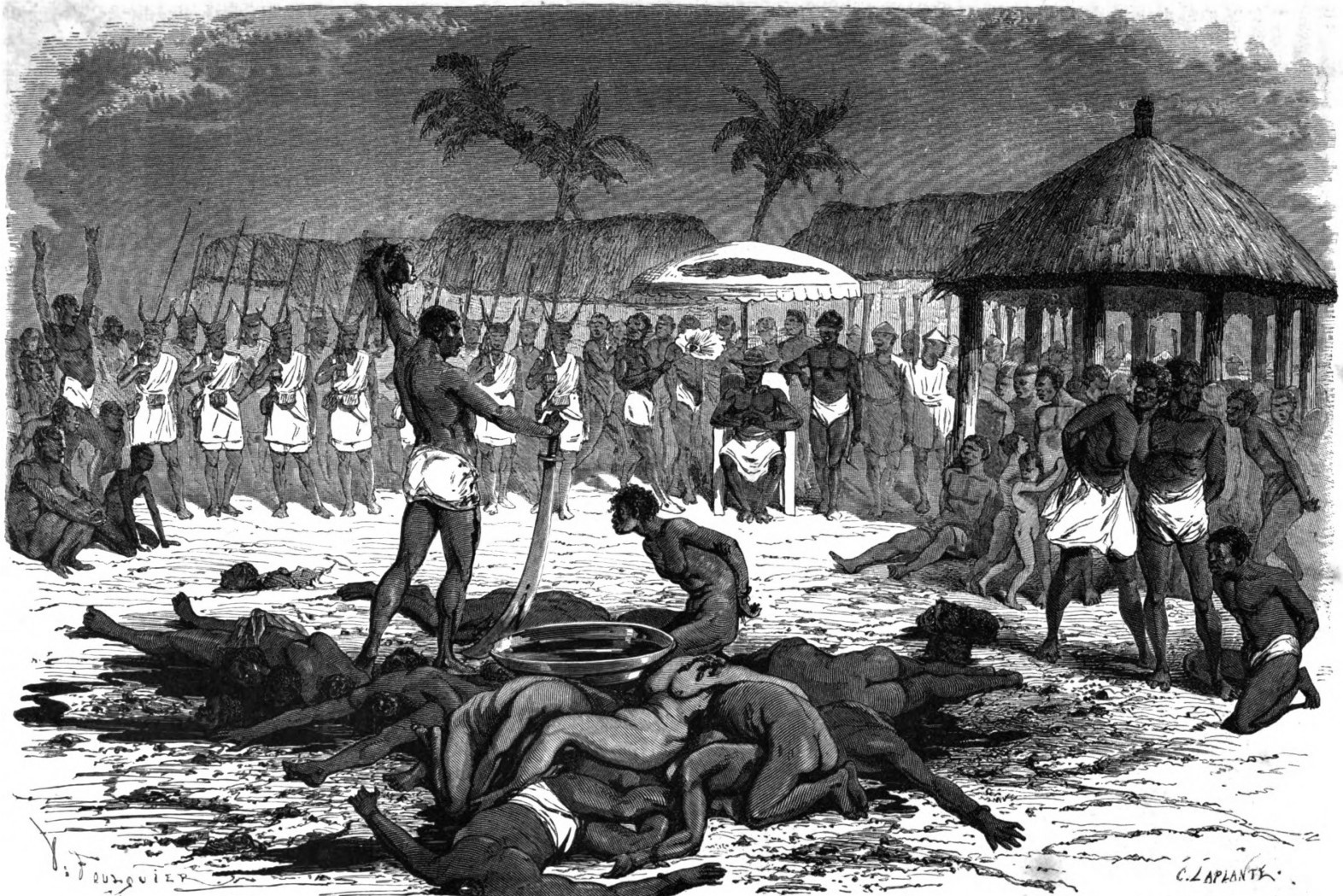
Lidské oběti v království Dahomej, které prosperovalo z obchodu s otroky

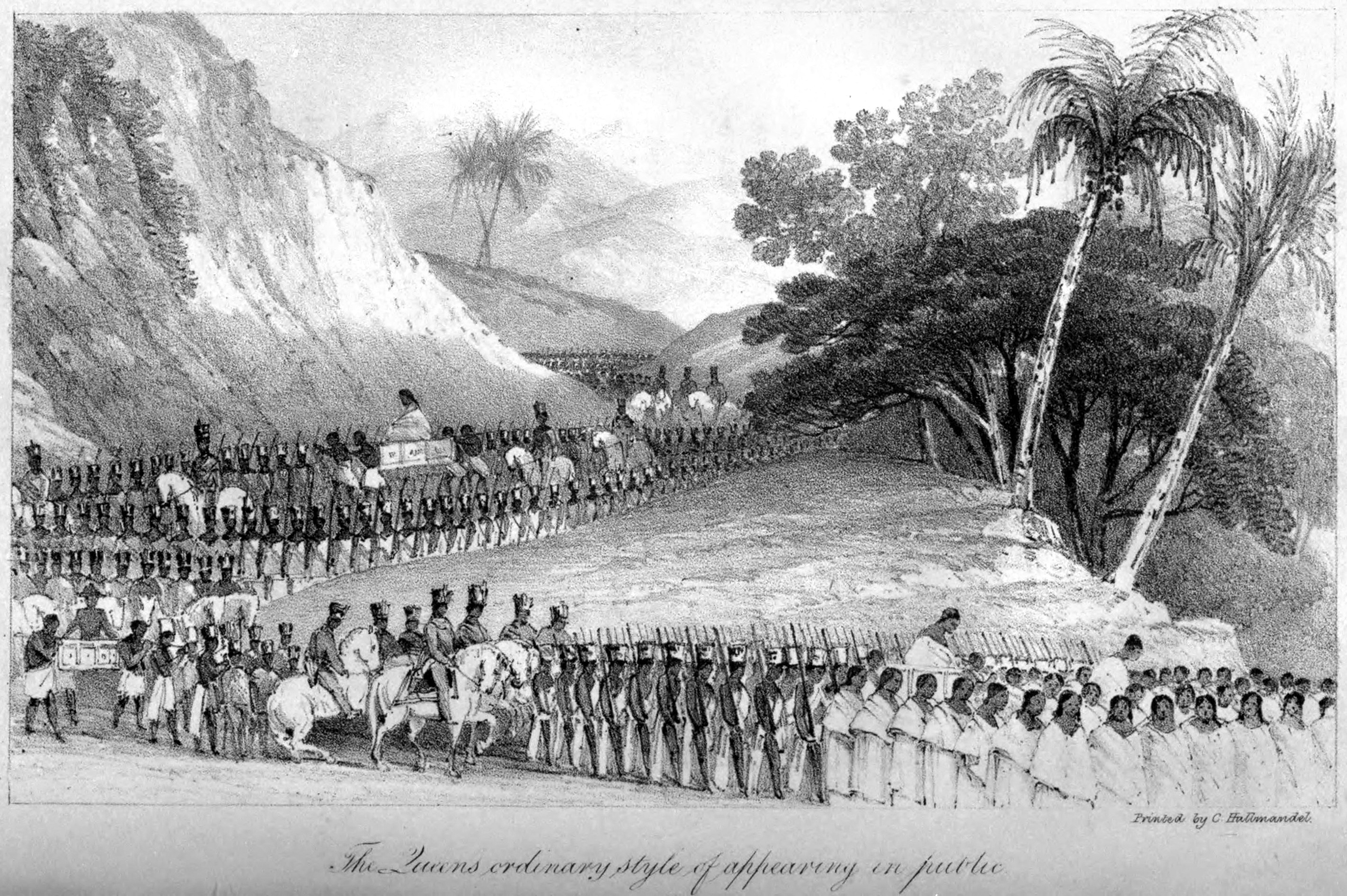
Průvod malgašské královny Ranavalony I.

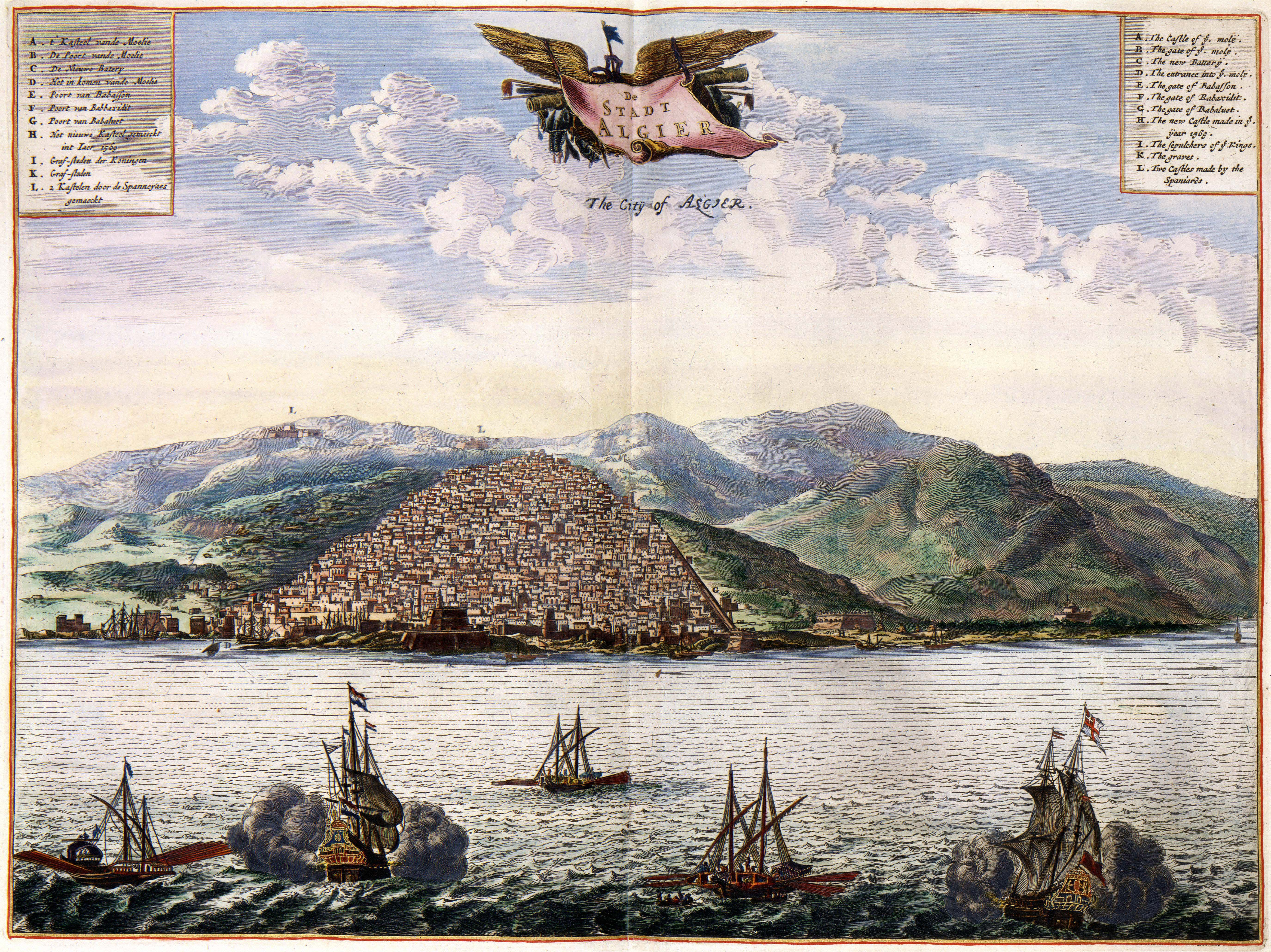
Přístav Alžír byl od 16. století základnou barbarských pirátů

V období od zhruba 500 n. l. do 1500 n. l. lze mluvit o samostatném vývoji Afriky či o africkém středověku. V severní Africe se reformovaly staré říše a ve 12. století vzniklo například Etiopské císařství. V 7. století došlo k masivní arabské migraci do severní Afriky, která pokračovala mezi 7. a 9. stoletím jižně podél Rudého moře. Důsledkem islámské expanze došlo v Egyptě a Núbii k rychlé arabizaci, ale jen k pozvolné islamizaci. V Maghrebu byl postup Arabů pomalejší a docházelo zde naopak k rychlé islamizaci, ale pomalé arabizaci. Berbeři dlouho odmítali arabskou nadvládu a v 11. století dynastie Almorávidů zcela ovládla západní část severní Afriky (dnešní Maroko a jih Španělska). Po nich nastoupily další berberské dynastie, Almohadové, Marínovci a Vattásovci. Arabové se v této oblasti dostali k moci až v 16. století s nástupem dynastie Saadů (po nich již nastoupili Alawité, kteří vládnou Maroku dodnes). Od 10. století se ze západu severní Afriky (hlavním městem bylo Mahdia, ležící v dnešním Tunisku) rozpínal arabský Fátimovský chalífát (vyznávající učení Ismá'ílíja), který postupně ovládl severní Afriku, Levantu a Hidžáz. Ve 12. století se nadvlády nad severní Afrikou znovu chopili blízkovýchodní Arabové pod vedením kurdské dynastie Ajjúbovců a ve třináctém století byl ustaven Mamlúcký sultanát. Mezi 13. a 14. století proběhla druhá vlna arabské migrace, tentokrát na území dnešních států Súdán a Čad. V 15. a 16. století severní Afriku dobyli Osmané.
V této historické etapě vznikla na území subsaharské Afriky celá řada nových státních útvarů. Epicentra zrodů států v subsaharské Africe lze seřadit do pěti oblastí:
1. Oblast dnešního Súdánu, Sahelu a Senegalu
  - Ghanská říše, rozmach v 6. století
  - Mezi řekou Niger a Čadským jezerem nejpozději od 9. století působily Hauské městské státy (existovaly až do 19. století, kdy byly začleněny do Sokotského sultanátu)
  - říše Kanem, v 9. století
  - říše Tekrúr, v 9. století
  - říše Mali, v 11. století
  - Mossijská království, 12. století
  - Songhajská říše, v 15. století
  - říše Bagírmi, Wadaj a Wolof, ve 14. století
2. Oblast meziříčí řek Limpopo a Zambezi
  - království Mutapa či Monomotapa, v 15. století
  - v jižní Africe bylo prvním státem království Mapungubwe, které existovalo mezi 11. a 12. stoletím. Po jeho pádu v regionu dominovalo království Velké Zimbabwe
3. Konžská pánev
  - Konžské království, ve 14. století
  - státy Lumbů a Lundů, v 15. století
4. Pásmo guinejského pobřeží
  - městské státy Akanů, Fonů či Eweů, ve 12. až 15. století
  - říše Ojo neboli říše Jorubů, v 15. století
  - Beninská říše, v 12. až 19. století
5. Oblast Velkých jezer
  - království Buňoro-Kitara, v 15. století
  - Buganda, ve 14. století
  - Rwanda, v 15. století

### Konec samostatného vývoje

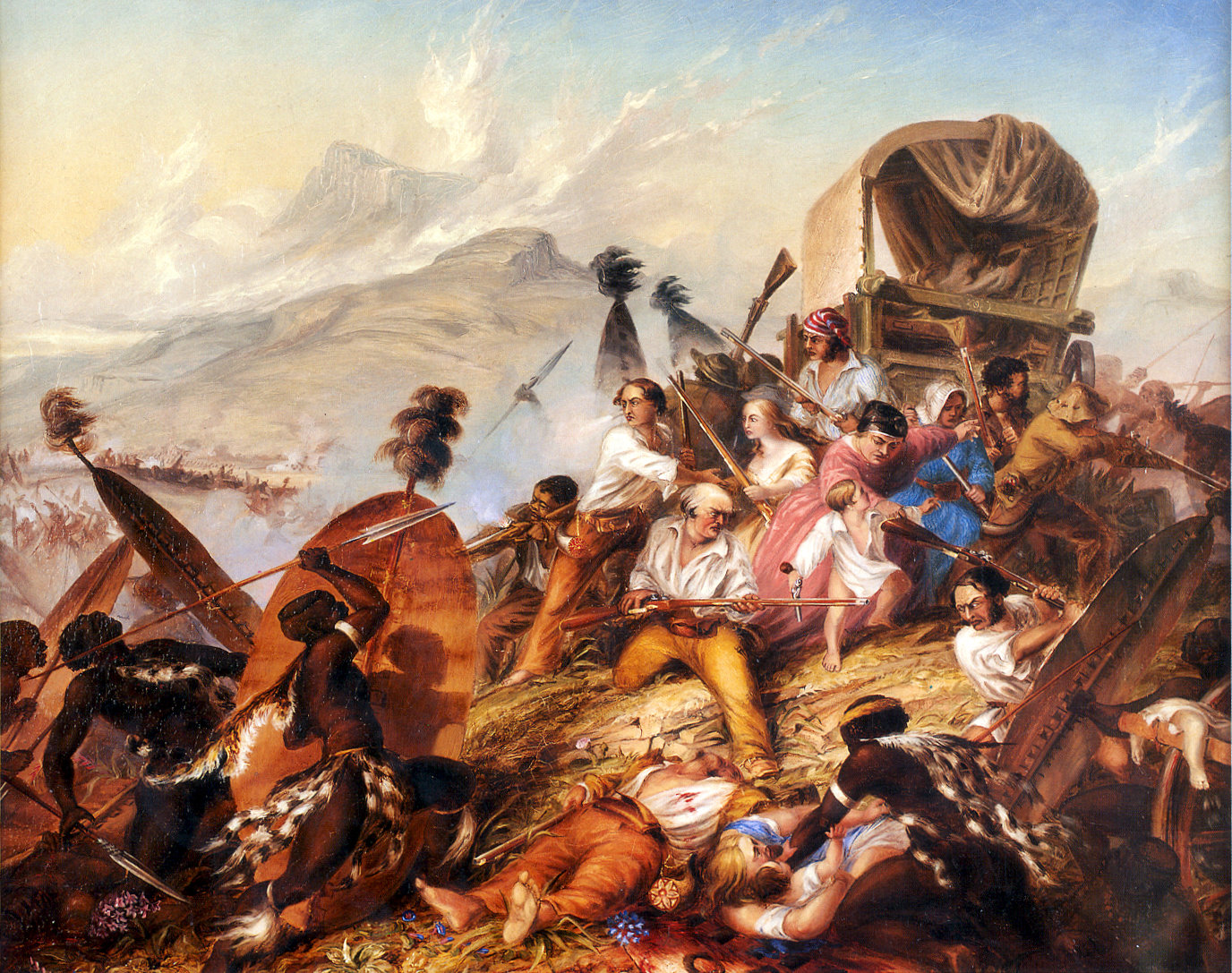
Zulové útočí na kolonu búrských osadníků v Natalu

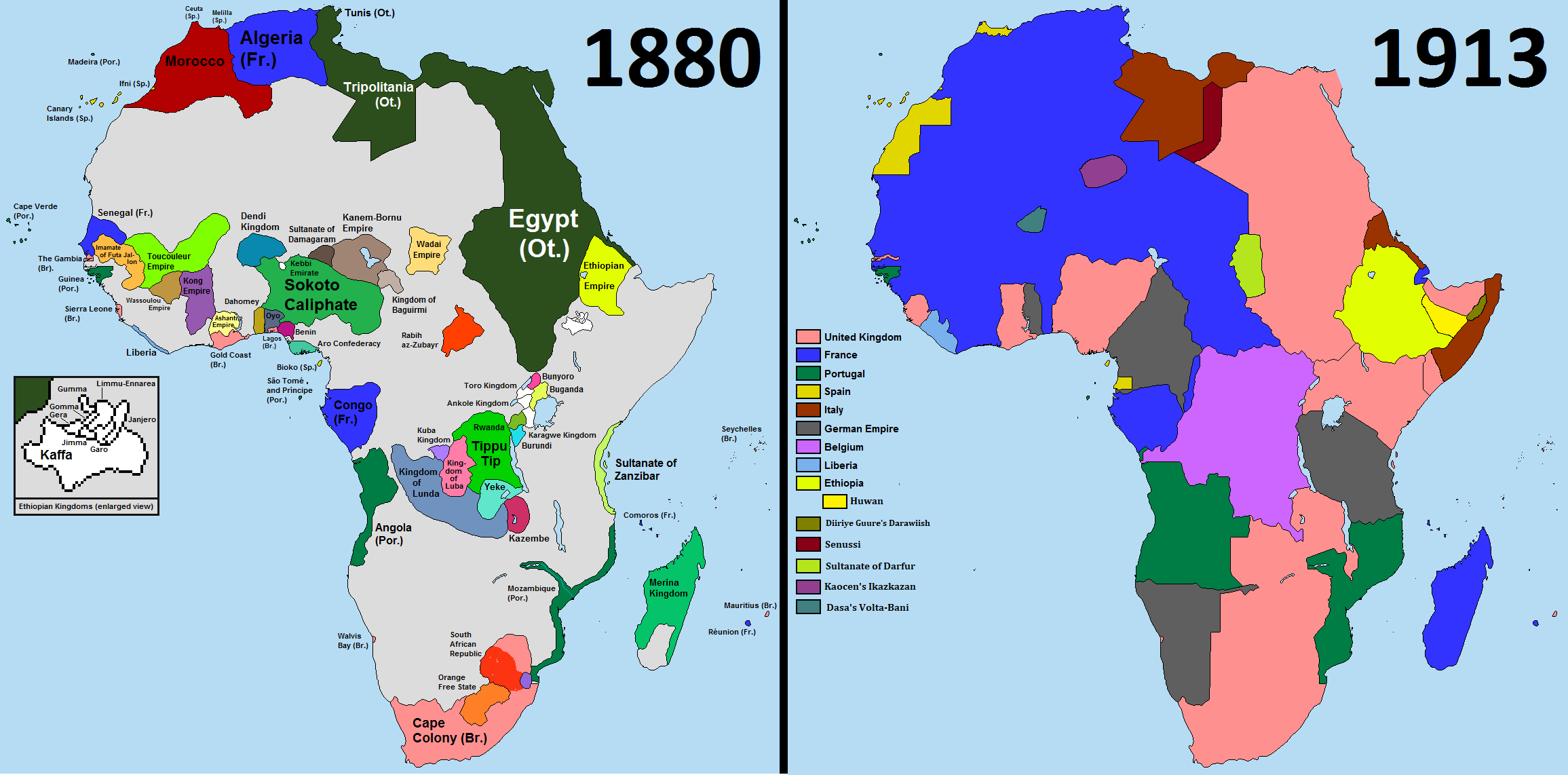
Závod o Afriku. Porovnání politické mapy z roku 1880 s rokem 1913.

Zatímco severní Afrika byla Evropanům známa již od starověku, objevování subsaharské Afriky začalo až v 15. století v tzv. Věku zámořských objevů. Evropané se soustředili především na vytváření přístavů a obchodních stanic v přímořských částech Afriky. Objevování vnitrozemí bylo v této době ponecháno arabským obchodníkům s otroky. Historici odhadují, že arabský obchod s otroky znamenal odvlečení až 18 milionů Afričanů z území navazujících na transsaharskou cestu. Evropané do vnitrozemí pronikli až v 19. století, nicméně do obchodování s otroky se zapojili již v období raného novověku. Podle odhadů v období 15. až 19. století Evropané zajali a přes Atlantik odvezli mezi 7 a 12 miliony Afričanů. Cílovou destinací byly hlavně Karibik a území USA. Na obchodu s otroky participovaly lokální království (např. Dahomejské království nebo říše Oyo, které měly na otroctví postavené své hospodářství). Nicméně zájem o nové otroky v 19. století již upadal a obchod s nimi přestával být výnosný. Tomu dopomohly i nové zákony zakazující otroctví (například ve Spojeném království v roce 1833 s výjimkami a roku 1843 zcela, v USA roku 1863). Do poloviny 19. století bylo Evropany iniciováno a podepsáno padesát dohod s lokálními africkými vládci o zákazu obchodování s otroky. V Mauritánii, kde bylo otroctví zrušeno v roce 1981, žije stále (v roce 2020) v otroctví až 600 tisíc lidí.
Mezi lety 1881 a 1914 proběhl tzv. závod o Afriku, kdy si evropské dobové mocnosti rozdělily 90 % území Afriky (do roku 1870 přitom zabraly pouze 10 % území). V roce 1914 byly jedinými dvěma nezávislými státy Etiopie a Libérie. Diplomatická dohoda o rozdělení Afriky byla dojednána na Berlínské konferenci (1884–1885). Hlavními kolonizátory byly Francouzská republika, Britské impérium a Portugalské království. Svůj podíl však získaly i Belgické království, Italské království a Německé císařství.
Africké státy tím přešly plně do správy evropských mocností, které do území nasadily vlastní správce, úředníky a vojáky. V koloniích zaváděly své úřední jazyky, měny, místní názvy a zvyky. Většinu kvalifikované práce mohli vykonávat jen Evropané, kteří se rovněž stali vlastníky většiny půdy a přírodních zdrojů. Ekonomiky kolonií navázaly výhradně na své vlastní trhy. Na dříve pestře rozdělených kmenových a etnických celcích vznikaly ohromné koloniální správní celky (viz belgické, britské, francouzské, německé, italské, španělské nebo portugalské kolonie).

### Moderní dějiny

Proces africké dekolonizace v letech.

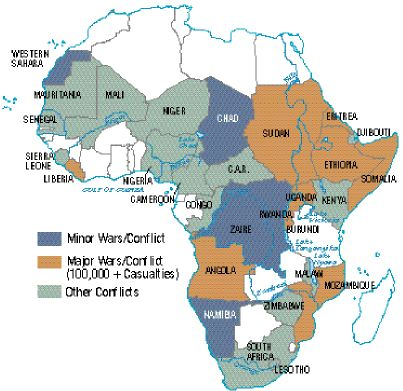
Mapa ozbrojených konfliktů v Africe v letech 1980–1996 dle jejich intenzity.

Od začátku 20. století probíhal proces dekolonizace. V roce 1910 získala, jako první koloniální stát, jistou podobu nezávislosti Jihoafrická unie. Do roku 1961 však zůstávala britským dominiem. V roce 1961 byla vyhlášena Jihoafrická republika (JAR) a byla potvrzena její plná nezávislost na Spojeném království. Nicméně již od roku 1948 v JAR platil rasově-segregační režim apartheidu, který původní obyvatelstvo uzavíral ve vyhrazeném území tzv. bantustanů a nepřiznával jim stejná politická práva jako evropskému obyvatelstvu země. Režim padl až v roce 1994.
V získávání nezávislosti následovaly: Egyptské království (1922) a Kyrenaika (1949). První tři státy byly původně koloniemi Spojeného království, které se kolonií začalo zříkat nejdříve. V 50. letech 20. století získaly nezávislost ještě Libyjské království (1951), Súdán (1956), Tunisko (1956), Maroko (1956–1958), Ghana (1957) a Guinea (1958). Nejvíce států získalo nezávislost roku 1960 (Rok Afriky), kdy získalo nezávislost dalších 14 států. V 60. letech se tedy svých nároků musely vzdát i ostatní koloniální velmoci. Nejdéle si své kolonie drželo Portugalsko, a to až do 70. let, kdy se jich neochotně vzdalo až po krvavých válkách.
Od 50. let 20. století se nespokojené nálady v podmaněných státech i v důsledku oslabení evropských mocností po druhé světové válce obrátily v řadu bojů za nezávislost. Mnoho z nich se proměnilo do regulérních válek, například povstání Mau Mau v Keni (1952–1960), Alžírská válka (1954–1962), portugalská koloniální válka, angolská válka za nezávislost (1961–1974), válka za nezávislost Namibie (1966–1990) a další. Války obvykle vedly k vyhlášení nezávislosti a k nedemokratickým režimům afrického nacionalismu. V logice bipolárního světa studené války se nové režimy musely přimknout k jedné z velmocí, ke Spojeným státům americkým nebo Sovětskému svazu. Vzhledem k nenávisti k bývalým kolonizátorům ze západní Evropy nové režimy raději volily ekonomickou a vojenskou spolupráci se SSSR podmíněnou přechodem k socialismu. Úpadek SSSR v 80. letech 20. století vedl – často tytéž vládce, kteří dříve hlásali socialismus – k příklonu k západním státům a k navázání obchodních styků se západními investory.
Kvůli rozvráceným ekonomikám odstřiženým od evropských trhů, odlivu kvalifikovaných pracovníků, svárům mezi různorodými etniky uzavřenými v koloniálních hranicích a dalším problémům se dekolonizované země často propadaly do ozbrojených konfliktů a občanských válek. Šlo např. o následující konflikty, které nezřídka vypukly ihned po ukončení válek za nezávislost:
- občanská válka v Rhodesii (1964–1979)
- nigerijská občanská válka (1967–1970)
- občanská válka v Angole (1975–2002)
- občanská válka v Čadu (1979–1982)
- občanská válka v Mosambiku (1976–1992)
- občanská válka ve Rwandě (1990–1993), jež vyústila v genocidu etnika Tutsiů
- první (1955–1972) a druhá súdánská občanská válka (1983–2005)
- občanská válka v Somálsku (1991–současnost)
- první (1996–1997) a druhá válka v Kongu (1998–2003)
- první (2002–2007) a druhá občanská válka v Pobřeží slonoviny (2010–2011)
- konflikt v Dárfúru (2003–současnost)
- válka v deltě Nigeru (2004–současnost)
- a další

Od roku 2010 se Nigérie a okolní státy potýkají s vlnou teroristických útoků islamistické skupiny Boko Haram vyznávající wahhábismus a salafíju.
Mezi lety 2010 až 2012 otřásla arabskou severní Afrikou vlna protestů, povstání a revolucí zvaná Arabské jaro. Politické otřesy v regionu vedly k odstoupení či svržení hlav států v Egyptě, Libyi a Tunisku. V Libyi vzápětí vypukla občanská válka (2011), která vedla k pádu dosavadního režimu Muammara Kaddáfího, a následně další občanská válka (2014–současnost) mezi čtyřmi stranami soupeřícími o moc.
Od roku 2020 probíhá vlna vojenských převratů ve frankofonních zemích Afriky (zejména v pásu Sahelu). K převratům došlo v Guineji, Mali, Súdánu, Čadu, Burkina Fasu, Nigeru a Gabonu. Někteří analytici dávali vinu za převraty tzv. politice Francafrique, tj. jistému neokoloniálnímu chování Francie ve svých bývalých koloniích. Dle této teorie vyvíjela Francie snahy o vojenskou a ekonomickou podporu vládců, kteří zajišťovali vliv a zájmy Francie v tamních zemích, a to bez ohledu na zájmy obyvatel. Jiní ukazovali na destabilizaci regionu způsobenou Ruskem prostřednictvím Wagnerovy skupiny. Ta operuje v celé řadě afrických zemí, například ve Středoafrické republice, Mali, Nigeru nebo v Súdánu.

## Demografie

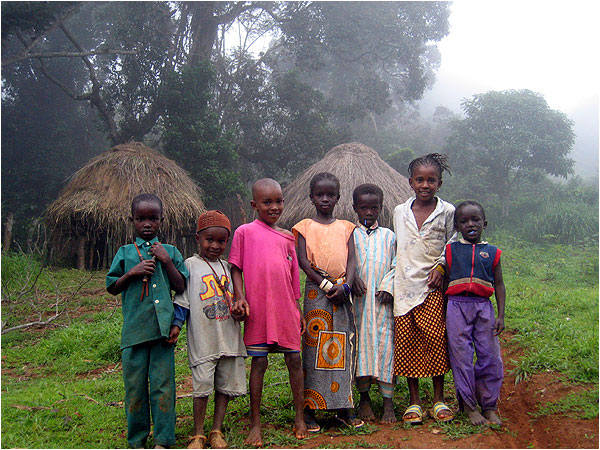
Africké ženy mají v průměru více než 5 dětí

Africká populace se zvýšila z 229 milionů v roce 1950 na 630 milionů v roce 1990, a na více než 1,1 miliardy v roce 2013. Odhady mluví o budoucím nárůstu populace v Africe, kdy by v roce 2050 měla mít 2,4 miliardy a v roce 2100 až 4,18 miliardy obyvatel. Populační růst by měl probíhat především v zemích subsaharské Afriky. Při současném trendu by se střední délka života měla ze současných 59 let posunout na 70 let v roce 2050. Afrika tak má velmi mladou populaci. Každoročně zde rodí 16 milionů mladistvých matek (ve věku 15 až 19 let) a obdobnému počtu dívek je zde odepřeno školní vzdělávání. Současně aktuální průměr počtu dětí je v Africe 5,2 na jednu matku (oproti 1,6 v Evropě). Pouze 56 % obyvatel je v tzv. produktivním věku.
Obyvatelstvo Afriky tvoří převážně černoši. Zimbabwe a Jihoafrická republika si udržují malé, ale významné menšiny bělochů a Asiatů. Státy v severní Africe mají arabské většiny.
Afrika je domovem celé škály různých náboženských skupin. Křesťanství a islám jsou výrazně zastoupeny v mnoha zemích, zatímco další země si udržují regionálně jedinečné kmenové zvyky a obyčeje.

### Etnika
| Afrikánština  | Portugalština |
| Arabština     | Španělština   |
| Angličtina    | Svahilština   |
| Francouzština | jiné          |

Úřední jazyky v Africe

Mluvčí bantuských jazyků (Bantuové) dominují v jižní, centrální a jihovýchodní Africe. Ve starověku migrovali ze své původní domoviny v západní Africe a rozšířili se takřka po celé subsaharské Africe. V části východní Afriky žijí mluvčí nilských jazyků. Na východě, v oblasti Svahilského pobřeží, žijí mluvčí svahilštiny a roztroušeně také zbylí domorodí obyvatelé jižní Afriky, Křováci (Khoisan) a Pygmejové. V jihozápadní Africe žijí Khoikhoiové.
V západní Africe žijí především mluvčí nigerokonžských jazyků (Jorubové, Igbo, Fulbové, Akani, Wolofové a Mandinkové), v menšině i mluvčí nilosaharských jazyků (Songhajci, Kanurijci a Zarma). Žijí zde i mluvčí hauštiny.
Obyvatelé severní Afriky se skládají ze tří hlavních domorodých skupin: Berbeři na severozápadě, Egypťané na severovýchodě a mluvčí nilosaharských jazyků na východě. V sedmém století do oblasti přišli Arabové a rozšířili zde arabštinu a islám. Ve starověku zde pobývali i Féničané, Hyksósové, Alani, Řekové, Římané a Vandalové. Berbeři dnes žijí především v Maroku a Alžírsku. Kočovný kmen berberů Tuaregové žije v severních oblastech Sahary.
V Africkém rohu žijí především Amharové a Tigrajové, kteří mluví semitskou větví afroasijských jazyků. Oromové a Somálci hovoří kušitskou větví afroasijských jazyků.
Před dekolonizací, která začala v 60. letech 20. století, žilo v Africe mnoho Evropanů. Nicméně během 60. až 80. let, poté, co africké země získaly nezávislost, jich řada odcestovala zpět do Evropy (například sto tisíc Evropanů z Belgického Konga v roce 1960, v roce 1962 milion tzv. Černých noh, tedy evropských obyvatel Alžírska, nebo v roce 1975 přibližně půl milionu Portugalců z Angoly a Mosambiku). Aktuálně žije v Africe pět milionů bílých obyvatel s evropskými kořeny, z toho 4,6 milionu v JAR. V Namibii, bývalé německé kolonii, žije stále německá menšina.
Od dob evropské kolonizace Afriky zde žijí i Asiaté, především obyvatelé indického subkontinentu, kteří byli dovezeni do britských kolonií.

### Jazyky

Mapa ukazující rozložení jazykových rodin v Africe

Nejpřesnější odhady hovoří o přibližně tisíci jazyků na území Afriky. Hlavní rodiny jazyků jsou čtyři:
- Afroasijské jazyky jsou rodinou asi 240 jazyků, kterými mluví asi 285 milionů lidí žijících na území severní Afriky, západní Afriky, Sahelu a jihozápadní Asie.
- Nilosaharské jazyky jsou rodinou obsahující více než sto jazyků, kterými mluví 30 milionů lidí. Hlavní oblasti těchto jazyků jsou: Čad, Súdán, Etiopie, Uganda, Keňa a severní Tanzanie.
- Nigerokonžské jazyky, kterými mluví asi 350 milionů lidí,  jsou rodinou pokrývající velkou část subsaharské Afriky. Jde pravděpodobně o největší jazykovou rodinu světa, co do počtu jazyků.
- Kojsanské jazyky obsahují asi 15 jazyků, kterými mluví v jižní Africe přibližně 360 000 lidí. Mnoho těchto jazyků je ohroženo. Lidé z kmenů Kojkojnů a Sanů jsou považováni za původní obyvatele těchto částí Afriky.

Vlivem kolonialismu africké státy přijaly evropské úřední jazyky (angličtina, francouzština, portugalština, španělština, afrikánština). Důležitým jazykem, především v severní Africe, je i arabština. Domorodými jazyky se tak mluví především v běžných stycích. Některé domorodé jazyky si udržely status úředních jazyků (například svahilština, jorubština, igboština nebo hauština).

### Náboženství

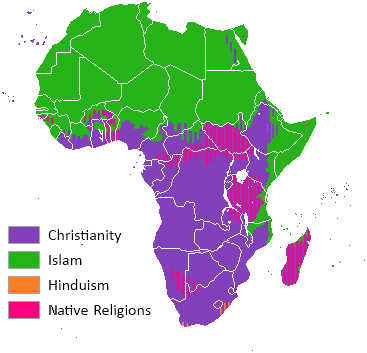
Náboženství v Africe

V Africe jsou nejvíce rozšířená náboženství křesťanství a islám. Podle Encyklopedie Britanika je nejrozšířenější křesťanství (45 % obyvatel) následované islámem (40 %), podle World Book Encyclopedia je pořadí největších náboženství obrácené. Zbylých 15 % Afričanů vyznává většinou tradiční domorodá náboženství či nějaké další (nejčastěji bahá'í, judaismus, hinduismus).
Křesťanství proniklo do Afriky ve starověku a rychle se stalo dominantním vyznáním v Severní Africe v oblastech pod vlivem římské říše. Severní Afrika tehdy byla jednou z klíčových částí křesťanské civilizace, mimo jiné z ní vzešli minimálně tři papežové a tři učitelé církve.
V 7. století pronikl do těchto oblastí islám, jehož vyznavači Severní Afriku postupně dobyli a podrobili si původní, převážně křesťanskou populaci. Ta pak slábla, zatímco islám sílil. Do dnešních dnů se ve významné míře dochovala především v Egyptě a na severovýchodě Afriky (Etiopie). Křesťanství se dočkalo nové éry rozmachu za koloniální a postkoloniální éry, kdy je misionáři šířili v jižní, centrální a částečně i ve východní Africe. Tradiční náboženství dominují především na ostrovech (Madagaskar, Mauricius), ale i v zemích jako Togo nebo Tanzanie.

### Kultura
Africká kultura je rozmanitá a pestrá, což je dáno různorodostí etnik žijících v Africe. Současná africká kultura je ovlivněna vnitřními i vnějšími vlivy. Afrika má dlouhou tradici, která sahá hluboko do starověku, ve výrobě uměleckých předmětů. Jako každá jiná, i africká kultura si vytvořila řadu mýtů a pověstí a také svůj folklór.
V oblasti literatury se mezi nejvýznamnější spisovatele řadí několik laureátů Nobelovy ceny za literaturu. Mezi nimi například: Wole Soyinka (Nigérie, oceněn v roce 1986), Nagíb Mahfúz (Egypt, 1988), Nadine Gordimerová (Jihoafrická republika, 1991), John Maxwell Coetzee (Jihoafrická republika, 2003) nebo Abdulrazak Gurnah (Zanzibar, 2021).  
V africké kinematografii existují významné regionální rozdíly. Z celosvětového hlediska je význačným hráčem Nigérie se svým Nollywoodem, který je co do objemu produkce druhým největším producentem filmů na světě. Mezi nejznámější africké režiséry patří oscarem oceněný Gavin Hood (Jihoafrická republika), na oscara nominovaná Kaouther Ben Hania (Tunisko) nebo na oscara nominovaný Abderrahmane Sissako (Mauritánie).
Ve světě výtvarného umění je pravděpodobně nejúspěšnější africkou malířkou Julie Mehretuová (původem z Etiopie, ale od dětství žije v USA), jejíž obraz se vydražil za devět milionů amerických dolarů. Další úspěšnou malířkou je Njideka Akunyili Crosby (narozená v Nigérie, ale v šestnácti letech se přestěhovala do USA). Významným malířem byl také Ben Enwonwu (Nigérie) nebo sochař El Anatsui (narozen v Ghaně, působící v Nigérii). Díla všech zmíněných se draží za milionové částky.

### LGBT práva
Práva leseb, gayů, bisexuálů a transsexuálů (LGBT) v Africe jsou v porovnání se zbytkem světa velmi omezená. Podle odhadu Mezinárodní gay a lesbické asociace z roku 2008 byl stejnopohlavní styk trestný ve 38 afrických zemích, zatímco ve zbývajících 13 byl buď legální, nebo se o něm tamní zákony nezmiňují.
Dobrovolná stejnopohlavní sexuální aktivita nebyla nikdy kriminalizována v Burkině Faso, Středoafrické republice, Čadu, Republice Kongo, Pobřeží slonoviny, Demokratické republice Kongo, Gabonu, Madagaskaru, Mali, Nigeru a Rwandě.
V Mauritánii, Súdánu a severní Nigérii je za stejnopohlavní styk teoreticky stanoven trest smrti. V Ugandě, Tanzanii a Sieře Leoně hrozí za homosexuální styk doživotní vězení.

## Hospodářství

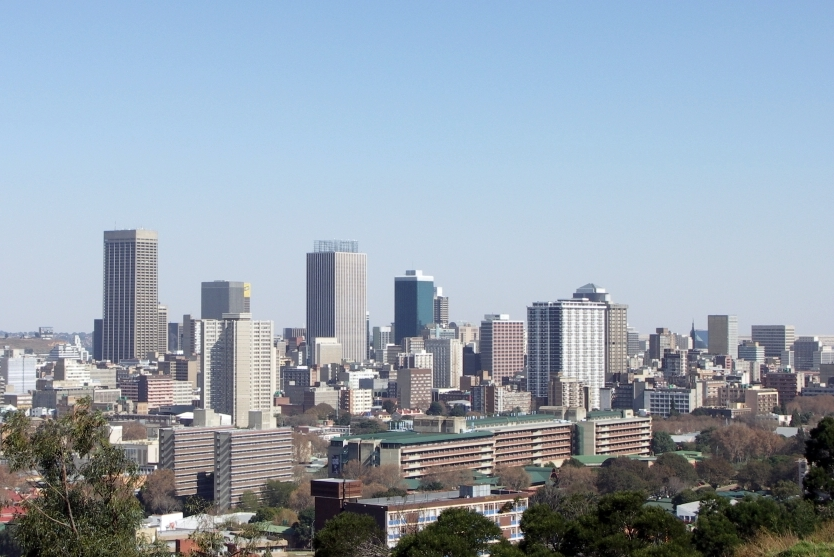
Johannesburg je ekonomickým centrem Jihoafrické republiky

### Hospodářský přehled
Afrika byla tradičně nejméně ekonomicky rozvinutý obydlený kontinent. Zpráva o vývoji lidstva OSN z roku 2003, která celkově monitoruje 175 zemí, uváděla, že pozice od 151. místa (Gambie) do 175. (Sierra Leone) byly všechny obsazeny africkými státy.
Podle Mezinárodního měnového fondu dle měřítka HDP v roce 2023 představovala Afrika pouze 3 % světového HDP. Co do regionu byla méně výkonná jen Oceánie s 1,9% podílem na světovém HDP. Nejvíce se na HDP Afriky podílí Egypt (13,9 %), Nigérie (13,6 %), Jihoafrická republika (13,3 %), Alžírsko (7,8 %) a Etiopie (5,5 %).
Počátky této ekonomické situace jsou spatřovány v kolonialismu a byly dále podpořeny například korupcí a despotismem. Zatímco země jako Čína, nyní i Indie a také Latinská Amerika zaznamenaly rychlý rozvoj, Afrika zůstává pozadu v zahraničním obchodě, v investicích, i v růstu kapitálu. To má mnoho důsledků – nízkou životní úroveň, násilí a politickou nestabilitu, což jsou zároveň i faktory dále prohlubující chudobu Afriky.
Největší ekonomický úspěch zaznamenaly Botswana a Jihoafrická republika, které se rozvinuly tak, že mají vlastní kurz měny (Jihoafrická republika od roku 1961, Botswana od roku 1976). To je způsobeno jak množstvím jejich surovinového přírodního bohatství (jsou hlavními producenty zlata a diamantů), tak i dobře zavedeným právním systémem. Jihoafrická republika má také přístup ke kapitálu, trhům a technologiím.
Nigérie leží na jednom z největších nalezišť ropy na světě a má nejpočetnější populaci ze všech afrických států. V současné době má také jednu z nejrychleji rostoucích ekonomik na světě. Díky rapidnímu vzestupu ekonomiky, spolu s opatřeními proti korupci, by mohla být brzy zařazena mezi „ekonomické tygry“. Velký boom ekonomik zaznamenaly na začátku 21. století Nigérie a Egypt.
I vzhledem k faktu, že co do demografie obyvatel je Afrika „nejmladší“ kontinent, který má 40 % obyvatel mladších 15 let věku a kde je mediánový věk kolem 20 let věku (k roku 2021), je Afrika závislá na přímých zahraničních investicích, které tvoří desetitisíce nových pracovních míst. Právě otevření se přílivu zahraničních investic umožňuje rozvoj africké infrastruktury. Vzmach nastal zejména od začátku 21. století, kdy se Afrika otevřela novým investorům z Číny, Indie, Turecka nebo Spojených arabských emirátů. Mezi největší investory kolem roku 2020 patřily státy: Čína, Francie, Spojené státy americké, Spojené arabské emiráty nebo Spojené království. Čína mezi lety 2014 až 2018 v Africe proinvestovala 72 miliard amerických dolarů a vytvořila 137 000 pracovních míst. Francie ve stejném období investovala zejména ve svých bývalých koloniích, kde francouzské firmy získaly kontrakty v hodnotě 34 miliard amerických dolarů a vytvořily 58 000 pracovních míst. Spojené státy americké v tomtéž období proinvestovaly 31 miliard amerických dolarů a vytvořily 62 000 pracovních míst. Čína v tomto období držela 16% podíl ze všech přímých zahraničních investic v Africe.

### Otevření se novým trhům a investicím

Nové administrativní hlavní město Egypta postavené egyptským státem spolu s čínskými, indickými a saudskými investory

Zásadním faktorem pro vzmach hospodářství afrických států byl příliv čínského kapitálu a investic. Ten do afrických států začal pronikat na začátku 21. století. V roce 2009 se Čína stala největším obchodním partnerem kontinentu, a přeskočila tak Spojené státy. Další růst investic nastal v roce 2013, kdy byl představen velkolepý investiční projekt Nová Hedvábná stezka (Belt and Road Initiative (BRI)). Od roku 2010 Čína financovala třetinu africké energetické sítě a infrastruktury. Čína se dokázala dostat k zakázkám v 60 % afrických zemí a investovala v nich dohromady asi 340 miliard dolarů. Financovala velké infrastrukturní projekty – budování železničních sítí, přístavů, silnic, energetických a ropných projektů nebo urbanizace (napříkad výstavbu nového hlavního města Egypta, železniční trať Addis Abeba – Džibuti nebo železniční trať Mombasa–Nairobi). Nicméně s příchodem pandemie covidu-19 Čína příliv investic do Afriky výrazně omezila.
Co do obchodu, v roce 2021 vzrostla meziročně hodnota obchodu mezi Afrikou a Čínou o 35 % na 254 miliard amerických dolarů, a to především díky nárůstu čínského exportu na africký kontinent. Největší objem obchodu vykazovaly země: Jihoafrická republika, Nigérie, Angola a Egypt.
Klíčovým investorem byla také Indie, a to zejména od nástupu k moci Naréndra Módího. Přímé zahraniční investice Indie do afrických států, které za období let 2013 až 2018 činily 5,3 miliardy amerických dolarů vzrostly v období let 2018 až 2023 na 26,3 miliardy amerických dolarů. Afrika se tak v indických prioritách investic v regionech přesunula z pátého místa na první. Hodnota bilaterálního obchodu se zvedla z 5,3 miliardy amerických dolarů v roce 2001 na 70 miliard v roce 2013. V září 2023 se jen Nigérie s Indií dohodla na investicích v hodnotě 14 miliard dolarů. Investice půjdou zejména do rozvoje průmyslu - ocelářství a petrochemie.
Významným investorem, který napomohl rozvoji hospodářství afrických států bylo také Turecko. To se na investování v Africe zaměřuje od roku 2005 (první státní strategie byla ale přijata už v roce 1998). Mezi lety 2003 a 2021 se celkový objem obchodu mezi Tureckem a Afrikou zvýšil ze 3 miliard amerických dolarů na 26 miliard amerických dolarů. Mezi lety 2019 a 2021 šlo nejvíce tureckých přímých zahraničních investic v Africe do IT odvětví, telekomunikací a byznysových služeb. Významně je také investováno do staveb hotelů a podpory turismu. Turecké investice jsou uzavírány na základě bilaterálních dohod. Investice jsou poskytovány zejména muslimským zemím Afriky, přičemž se Turecko soustředí také na rozvojovou a humanitární pomoc a podporu kultury. Nabízí například stipendia pro studenty z afrických zemí. Humanitární pomoc směřuje nejvíce do Somálska. O zaměření Turecka na Afriku svědčí také více než ztrojnásobení počtu ambasád v afrických zemích mezi lety 2002 a 2022. Objem kontraktů uzavřených mezi tureckými společnostmi a africkými státy se v roce 2022 pohyboval kolem 77,8 miliardy amerických dolarů. Investice se zaměřují na infrastrukturní projekty typu výstavby zařízení na zpracování ropy a plynu, výstavbu plynovodů apod., stavbu železničních tratí nebo letišť.

### Hospodářské organizace
V roce 2018 byla představena Africká kontinentální zóna volného obchodu (AfCFTA), ve které je zcela zapojeno 47 afrických států. Do účinnosti se dostala v roce 2021, kdy některou z klíčových dohod podepsalo 54 států Afriky. Cílem je postupné odstraňování tarifních i netarifních obchodních bariér, umožnění volného pohybu osob, zboží a kapitálu, příprava na kontinentální celní unii a jednotný africký trh. Zóna zahrnuje kolem 1,2 miliardy lidí. V roce 2022 byl spuštěn Panafrický platební a vypořádací systém (PAPSS), který v rámci AfCFTA umožňuje bezpečné přeshraniční platby v lokálních měnách.
Roku 2019 byl stanoven cíl zavedení Africké měnové unie do roku 2023, nicméně nebyl splněn. Vybrané regiony Afriky se také pokouší o vlastní společnou měnu. Například Východní Afrika měla také cíl stanovený do roku 2024, po problémech ho však posunula až na rok 2031. V Africe historicky fungují dvě regionální měnové unie používající CFA frank (regiony Západní Afrika a Střední Afrika). Po vlně vojenských převratů v pásu Sahelu oznámily nové vlády Nigeru, Mali a Burkina Faso, že budou usilovat o vlastní společnou měnu.
Během indického předsednictví došlo v roce 2023 ke schválení přijetí Africké unie do skupiny G20. Afrika měla v této skupině do té doby zastoupení jen Jihoafrickou republikou. Oficiálně se Africká unie stane členem v roce 2024.

### Vybrané projekty
Zásadním politickým projektem je Africká unie, která byla založena v roce 2002 a vychází z Organizace africké jednoty. Africká unie sdružuje 55 afrických států. Již v roce 2000 byl budoucími členskými státy přijat předpis, který tělesům unie umožňuje vstupovat do vnitřních záležitostí členských států, včetně zavedení sankcí vůči vládám vzešlým z převratů nebo způsobujícím zločiny proti lidskosti. Vytvořením unie se podařilo vytvořit jednotící hlas Afriky v globálních, rozvojových a univerzálních agendách. Zásadním strategickým dokumentem rozvoje Afriky je Agenda 2063 přijatá v roce 2015. Ta stanovuje dlouhodobé cíle politické integrace, vymýcení chudoby, posílení demokracie a vlády práva, zbavení se závislosti na jiných mocnostech nebo posílení africké kulturní identity a podpory rozvoje kultury.
Významnou oblastí rozvoje je také posílení práv žen. V roce 2020 byla Africkou unií přijata deklarace stanovující cíle pro následující dekádu k posílení politického a ekonomického vlivu žen v Africe. Co se týče statistiky zastoupení žen v dolních komorách národních afrických parlamentů, řada afrických států si vede dobře. Rwanda se tradičně celosvětově umísťuje na nejvyšší příčce (61% podíl zastoupení žen k prosinci 2022), dále lze uvést Jihoafrickou republiku (46% podíl zastoupení žen), Namibii (44% podíl zastoupení žen), Senegal (44% podíl zastoupení žen), Mosambik (42% podíl zastoupení žen) nebo Etiopii (41% podíl zastoupení žen). V subsaharské Africe byl podíl žen v parlamentech v roce 1995 9,8 %, zatímco v roce 2023 již 26,5 %.
Jedním z nejambicióznějších přeshraničních projektů afrických států (za pomoci mezinárodních organizací, včetně Evropské unie a Organizace pro výživu a zemědělství) je velká zelená zeď. Projekt byl spuštěn v roce 2007, kdy se státy Sahelu dohodly, že do roku 2030 vytvoří přirozenou bariéru proti rozšiřující se Sahaře, což má být 7000 kilometrů dlouhý pás vegetace. K září 2020 se však podařilo splnit jen 4 % plánu výsadby. Nejlépe si v té době vedla Etiopie, která nechala vysadit přes 5 miliard semenáčků. Projekt také čelí kritice pro špatnou koordinaci, různý přístup zapojených států a pro utracení stovek milionů amerických dolarů za výsadbu stromků, které nakonec rychle uhynuly. K srpnu 2023 bylo splněno stále jen 18 % plánu.
Dlouhodobým rozvojovým problémem Afriky byla také zastaralá železniční síť, která se datuje do doby kolonialismu, kdy ale sloužila zejména pro transport přírodních zdrojů. V některých státech Afriky chyběla úplně. Africká unie proto v roce 2013 představila plán vysokorychlostních tratí spojujících hlavní města svých členských států. Ambiciózní plán má být dokončen v roce 2033; s dalšími stavbami do roku 2063. Na výstavbě se významně podílí Čína.  V Keni byla například v roce 2017 dokončena železniční trať Mombasa–Nairobi a v roce 2019 železniční trať Nairobi–Malaba. V roce 2018 byla v Maroku otevřena toho času nejrychlejší trať v Africe – Al Boraq (spojující města Casablanca a Tanger).
V roce 2019 zařadil Project Management Institute jeden africký projekt na deváté místo nejzásadnějších projektů posledních padesáti let. Byla jím mobilní aplikace M-Pesa, která slouží jako mobilní bankovnictví a k mikrofinancování. Aplikaci vyvinuly britský operátor Vodafone a keňský operátor Safaricom. Aplikace funguje v devíti afrických zemích. V Africe se stala aplikace populární a slouží jako virtuální měna, díky níž mohou bezpečně platit lidé, kteří nemají snadný přístup k bankovním službám.
Technologicky i rozvojově významným projektem je výzkum a aplikace kosmických technologií. Mezi lety 1998 a 2023 vyslalo 15 afrických zemí na oběžnou dráhu kolem 50 satelitů. Satelity přenáší signál do odlehlých a hůře přístupných oblastí, obecně podporují rozvoj digitalizace a snímkováním umožňují zpracovávat data o odlesňování, klimatických změnách, pytláctví nebo nelegální těžbě. K roku 2023 měly nejvíce vynesených satelitů země: Jihoafrická republika (12), Egypt (10), Alžírsko (6), Nigérie (6) a Maroko (3). V roce 2021 se hodnota odvětví afrického kosmického průmyslu a technologií odhadovala na 20 miliard amerických dolarů (tj. cca 4 % celosvětové hodnoty tohoto odvětví). V roce 2023 Africká unie založila Africkou kosmickou agenturu se sídlem v Egyptě.
Roku 2012 bylo dokončeno položení a zapojení 14500 km dlouhého podmořského kabelu známého pod zkratkou WACS. Telekomunikační kabel spojuje Jižní Afriku, Západní Afriku a Spojené království. Propojuje čtrnáct zemí a obsluhuje miliony uživatelů. Provozuje ho mezinárodní konsorcium dvanácti telekomunikačních firem.

## Politický přehled

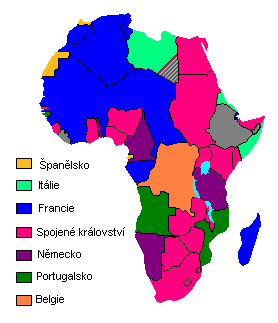
Mapa ukazující koloniální panství jednotlivých evropských států v Africe

Diagram znázorňující integraci jednotlivých států v afrických integračních organizacích.

Politická mapa Afriky (2011)

Kolonialismus měl destabilizační efekt na množství etnických skupin, což je stále cítit v africké politice. Díky evropskému vlivu nejsou národní hranice států výsledkem dohod, jak je tomu například na Arabském poloostrově, kde jsou hranice ovlivněny vojenským a obchodním vlivem. Evropské požadavky na stanovení hranic okolo jejích teritorií znamenaly rozdělení sousedících etnických skupin nebo násilné spojení tradičních nepřátel do jedné skupiny bez jakékoliv regulace násilí. Například řeka Kongo, i když vypadá jako přirozená hranice, má skupiny, které sdílí jazyk, kulturu a jiné znaky a přitom žijí na obou stranách řeky. Rozdělení země mezi Belgii a Francii izolovalo tyto skupiny od sebe. Lidé, kteří žili na Sahaře nebo v subsaharské Africe a obchodovali se vzdálenými regiony přes celý kontinent po mnoho století, najednou překračovali „hranice“, které existovaly jen na evropských mapách.
Po získání nezávislosti byly státy často omezovány nestabilitou, korupcí, násilím a autoritativními režimy. Převážná většina afrických států jsou republiky, které mají nějakou formu prezidentského systému vlády. Jen pár národů v Africe bylo schopno vytvořit demokratickou vládu namísto série pučů a vojenských diktatur. Mnoho lidí užívalo svoje pozice také na to, aby rozdmýchali etnické konflikty, které vznikly během dob kolonialismu. V 70. a 80. letech 20. století byla vojenská síla v mnoha státech považována za jediný způsob, jak efektivně udržovat vládu a pořádek mezi jednotlivými národy. Od 60. do 80. let proběhlo v Africe 70 pučů a 13 vražd představitelů nějakého státu.
Od získání nezávislosti do současnosti trvají různě úspěšné snahy o regionální integraci a spolupráci. Nejvýznamnější integrační organizací je Africká unie (AU), která vznikla v roce 2002 po reformě Organizace africké jednoty (OAU), založené v roce 1963. AU aktuálně sdružuje 54 afrických zemí mimo Maroka a Západní Sahary. Důležitou organizací spadající pod AU je i Africké hospodářské společenství (AEC). Mezi africké regionální organizace dále patří: ECOWAS, Jihoafrická celní unie, Jihoafrické rozvojové společenství, Mezivládní úřad pro rozvoj, Svaz arabského Maghrebu, Společný trh pro Východní a Jižní Afriku a Východoafrické společenství.

### Integrační organizace v Africe
| Organizace                                     | Zkratka | Vznik |
| ---------------------------------------------- | ------- | ----- |
| Africká unie                                   | AU      | 2002  |
| Organizace africké jednoty                     | OAU     | 1963  |
| Hospodářské společenství západoafrických států | ECOWAS  | 1975  |
| Jihoafrická celní unie                         | JACU    | 1969  |
| Jihoafrické rozvojové společenství             | SADC    | 1979  |
| Mezivládní úřad pro rozvoj                     | IGAD    | 1986  |
| Svaz arabského Maghrebu                        | UMA     | 1989  |
| Společný trh pro Východní a Jižní Afriku       | COMESA  | 1994  |
| Východoafrické společenství                    | EAC     | 2000  |

### Politické členění Afriky

#### Abecední seznam afrických států
- Alžírsko
- Angola
- Benin
- Botswana
- Burundi
- Burkina Faso
- Čad
- Džibutsko
- Egypt
- Eritrea
- Etiopie
- Gabon
- Gambie
- Ghana
- Guinea
- Guinea-Bissau
- Jižní Afrika
- Jižní Súdán
- Kamerun
- Kapverdy
- Keňa
- Komory
- Kongo
- Konžska dem. rep.
- Lesotho
- Libérie
- Libye
- Madagaskar
- Malawi
- Mali
- Maroko
- Mauritánie
- Mauricius
- Mosambik
- Namibie
- Niger
- Nigérie
- Pobřeží slonoviny
- Rovníková Guinea
- Rwanda
- Senegal
- Seychely
- Sierra Leone
- Somálsko
- Středoafrická republika
- Súdán
- Svatý Tomáš a Princův ostrov
- Svazijsko
- Tanzanie
- Togo
- Tunisko
- Uganda
- Zambie
- Zimbabwe

- Somaliland – de fakto nezávislý, ale neuznaný stát na území severního Somálska
- Západní Sahara –  částečně uznávaný stát na území Maroka

#### Státy v částech Afriky

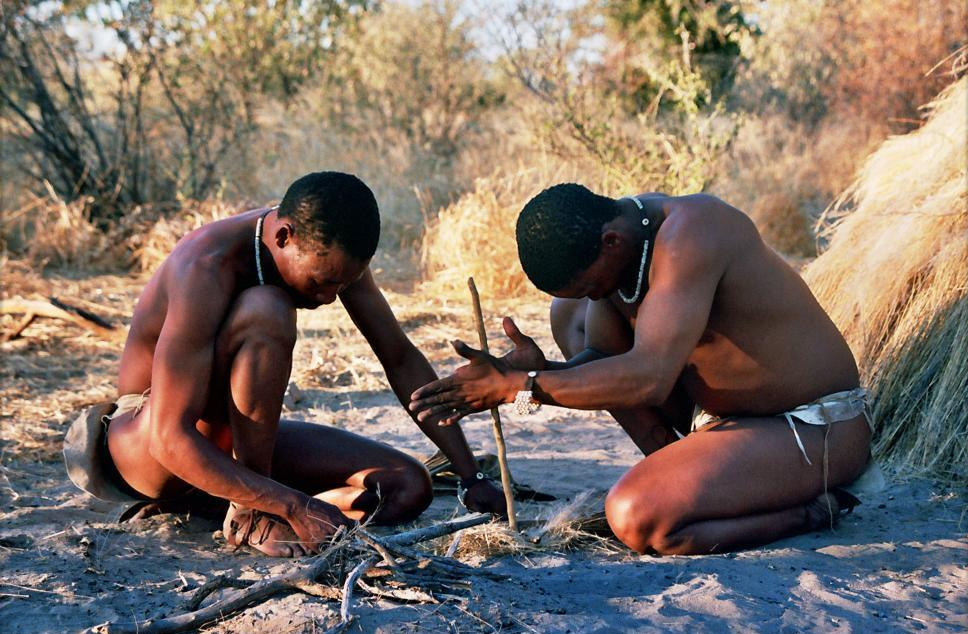
Křováci v Botswaně rozdělávají oheň

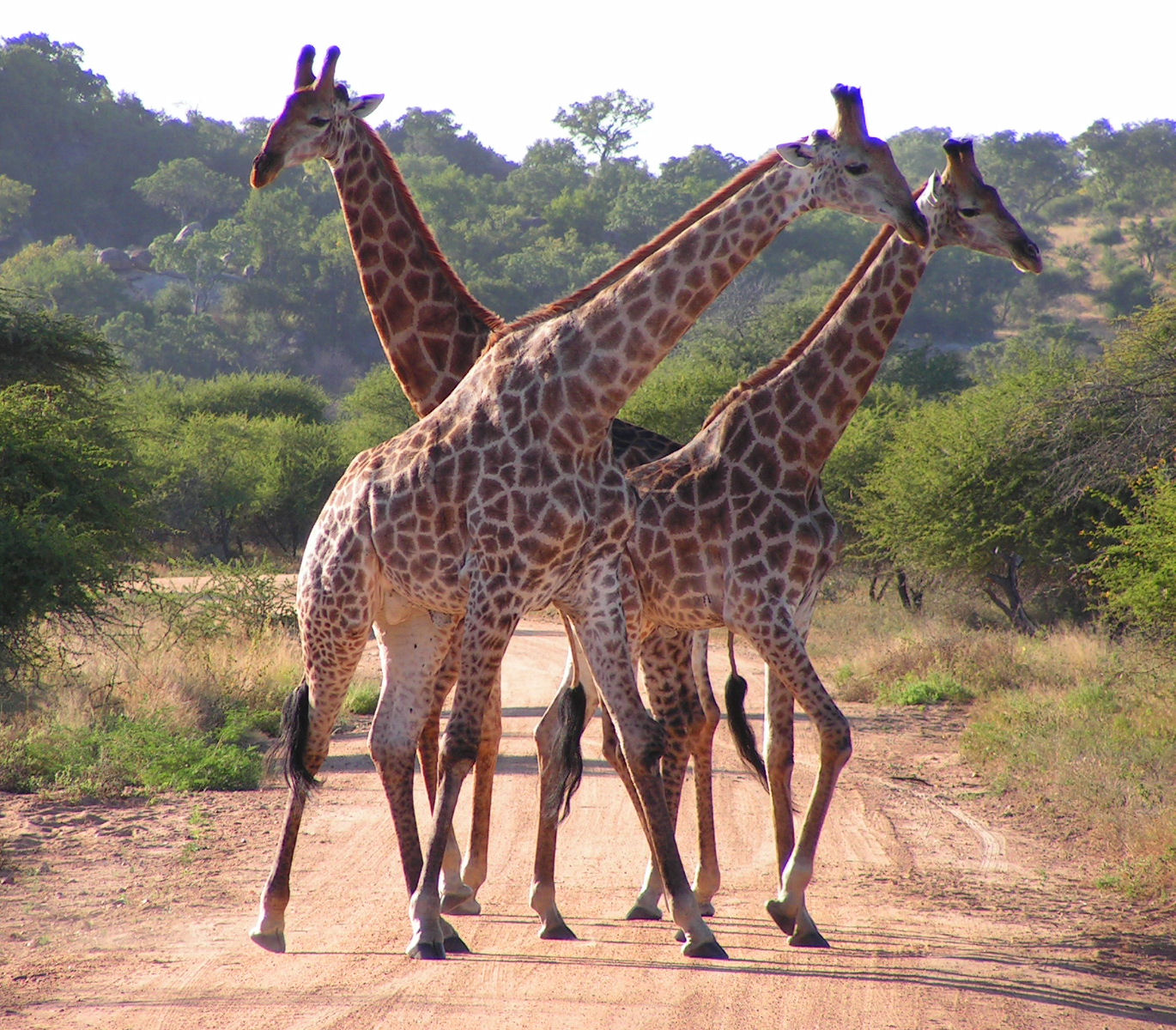
Savana v jižní Africe

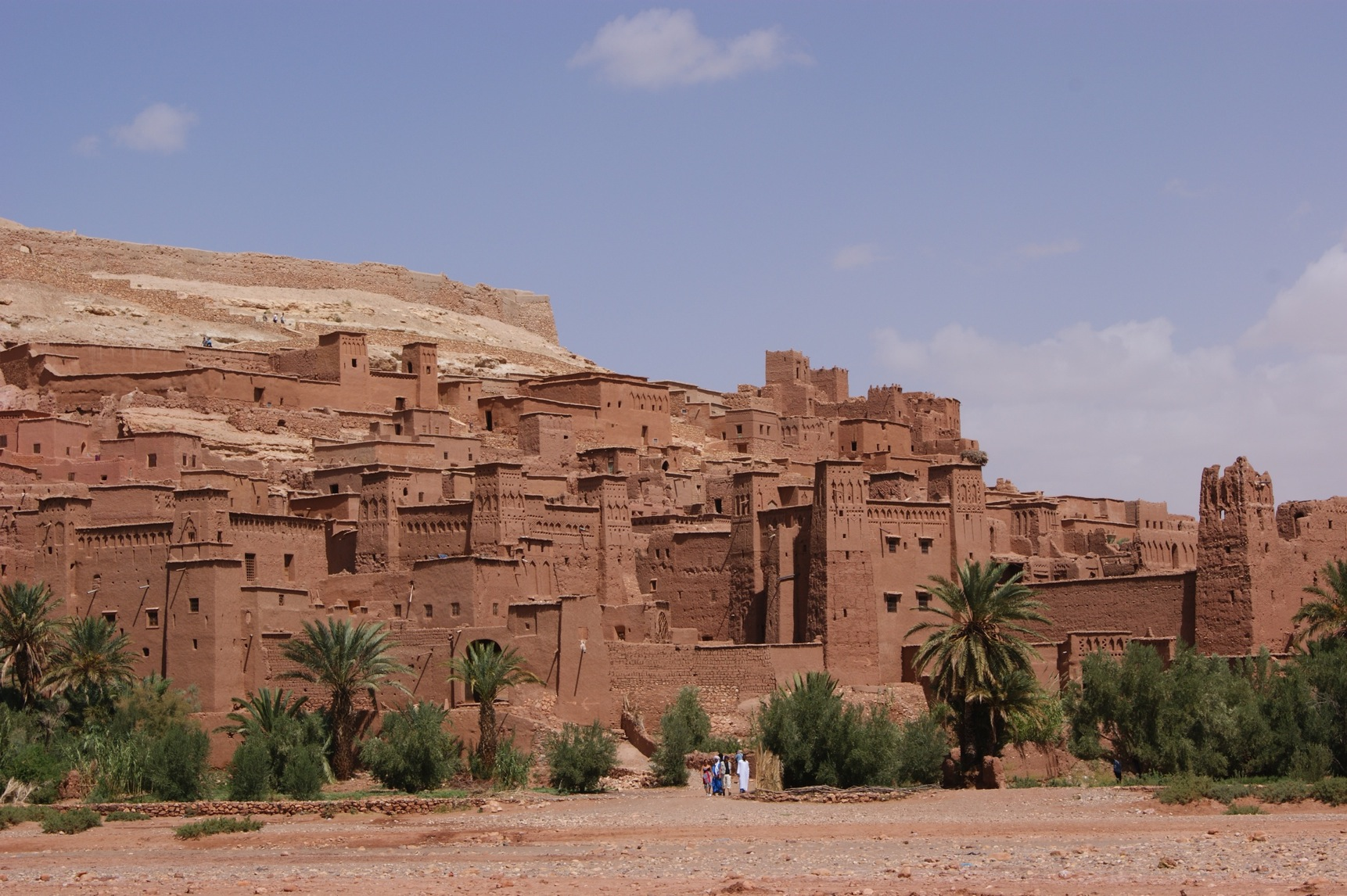
Berberská vesnice v pohoří Atlas v Maroku

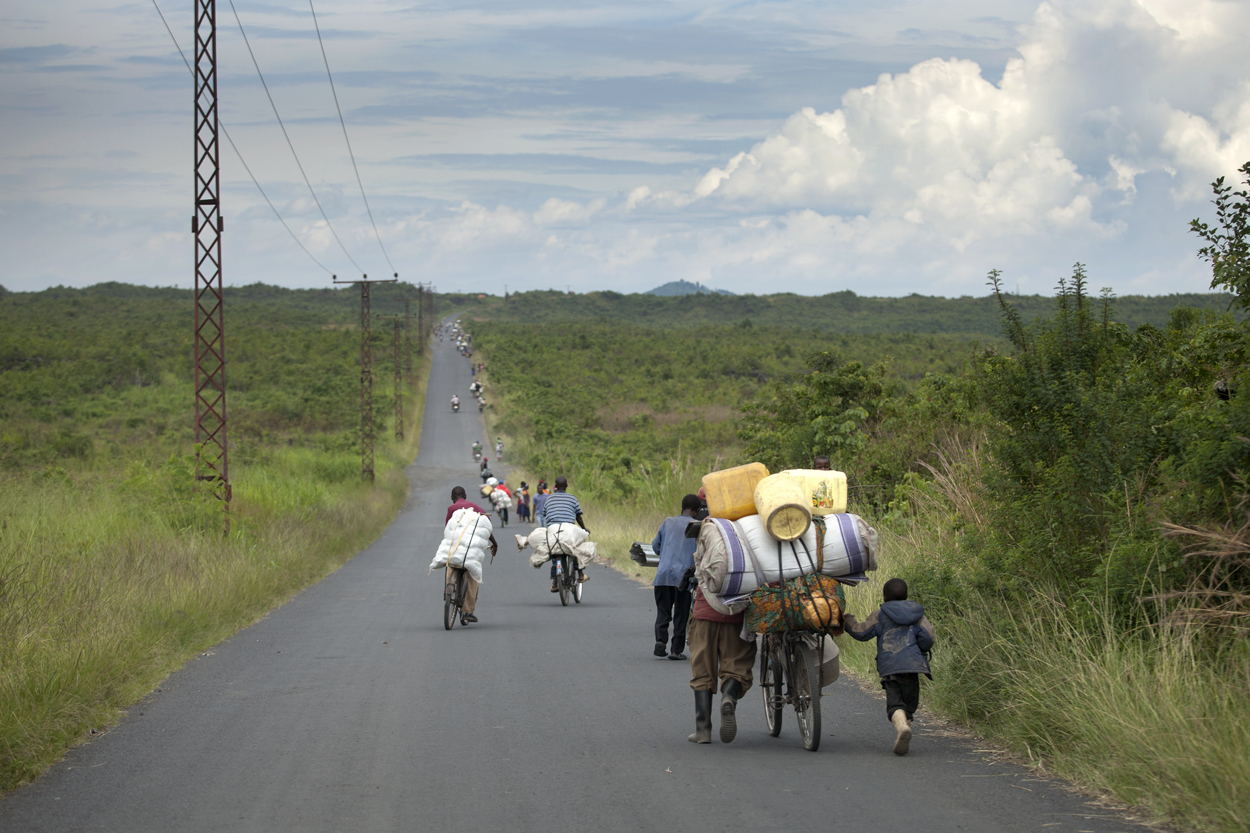
Lidé prchají před boji v konžské válce, která si vyžádala přes 4 miliony obětí

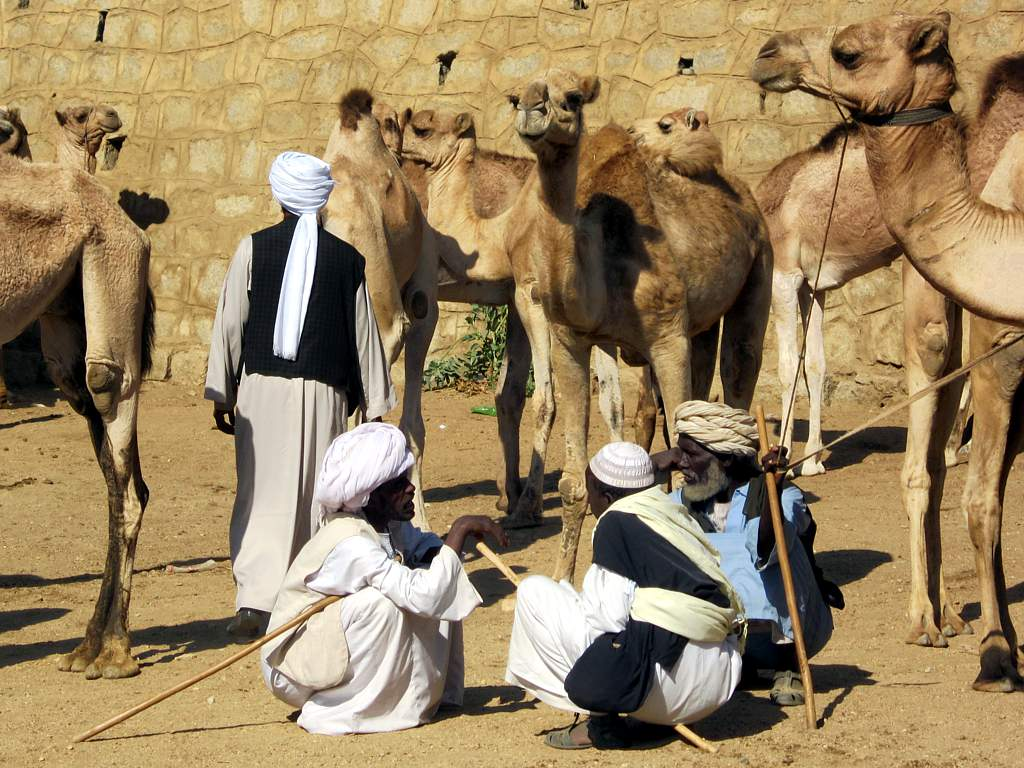
Trh s velbloudy v Eritreji

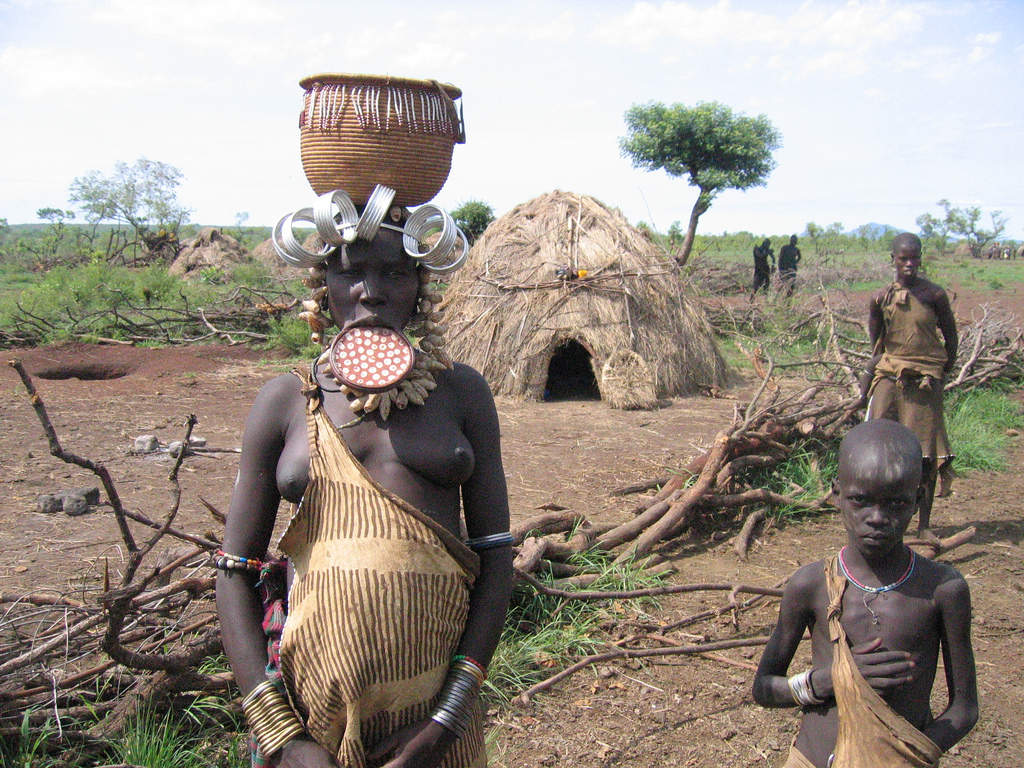
Žena z kmene Mursi v Etiopii

Jižní Afrika
- Angola
- Botswana
- Jihoafrická republika
- Lesotho
- Madagaskar
- Malawi
- Mauricius
- Mosambik
- Namibie
- Réunion
- Svazijsko
- Zambie
- Zimbabwe

Severní Afrika
- Alžírsko
- Ceuta
- Egypt
- Libye
- Maroko
- Mauritánie
- Melilla
- Súdán
- Tunisko
- Západní Sahara

Střední Afrika
- Středoafrická republika
- Čad

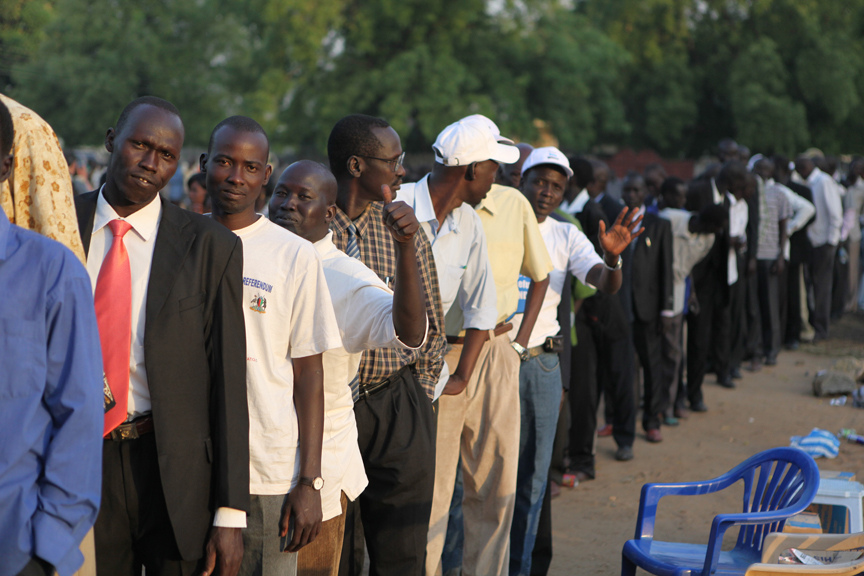
Referendum o samostatnosti Jižního Súdánu v roce 2011. Následná občanská válka si vyžádala až 400 000 obětí.

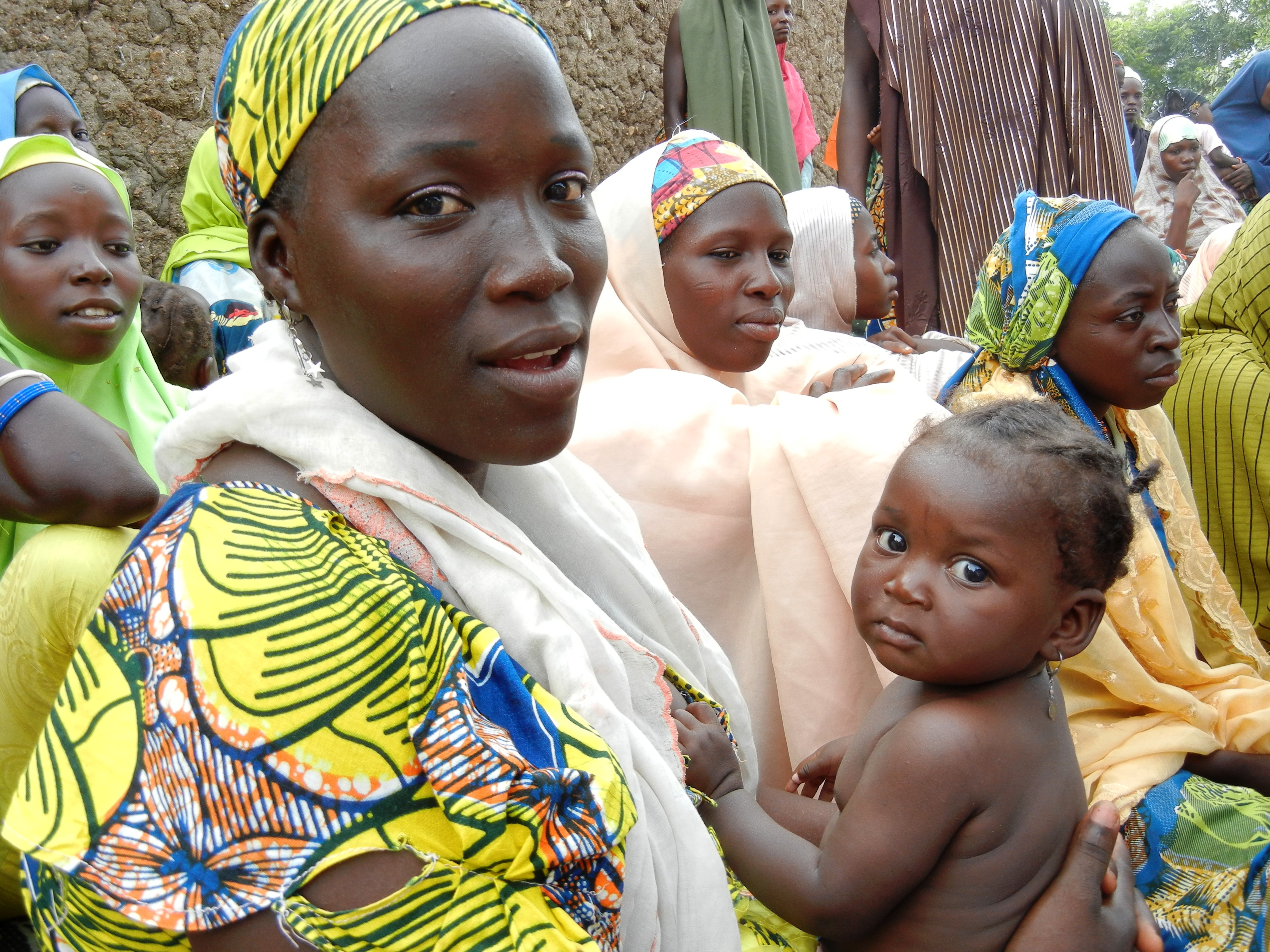
Nigérie je s více než 200 miliony obyvatel nejlidnatější zemí Afriky

- Demokratická republika Kongo
- Kongo

Východní Afrika
- Burundi
- Džibutsko
- Eritrea
- Etiopie
- Keňa
- Komory
- Seychely
- Rwanda
- Somálsko
- Tanzanie
- Uganda

Západní Afrika
- Benin
- Burkina Faso
- Gabon
- Gambie
- Ghana
- Guinea
- Guinea-Bissau
- Kamerun
- Kapverdy
- Libérie
- Mali
- Niger
- Nigérie
- Pobřeží slonoviny
- Rovníková Guinea
- Senegal
- Sierra Leone
- Svatý Tomáš a Princův ostrov
- Togo

## Cestovatelé
K významným cestovatelům Afrikou patřili např.
Abú Abdallah ibn Battúta:
- 1325–1353 – Battúta putoval třicet let prakticky celým tehdy známým světem. Nejprve se vydal přes severní Afriku do Káhiry, odtud přes poušť dospěl k Rudému moři. Odtud chtěl do Džiddy, ale válečné události mu to neumožnily, a tak se vrátil do Egypta. V roce 1352 podnikl poslední cestu do říše Mali. Ze Sidžilmásy se s karavanou vydal přes Saharu do Timbuktu a k řece Niger. Odtud zpět přes pohoří Ahaggar a oázu Tuát se vrátil v roce 1353 do Maroka.

David Livingstone:

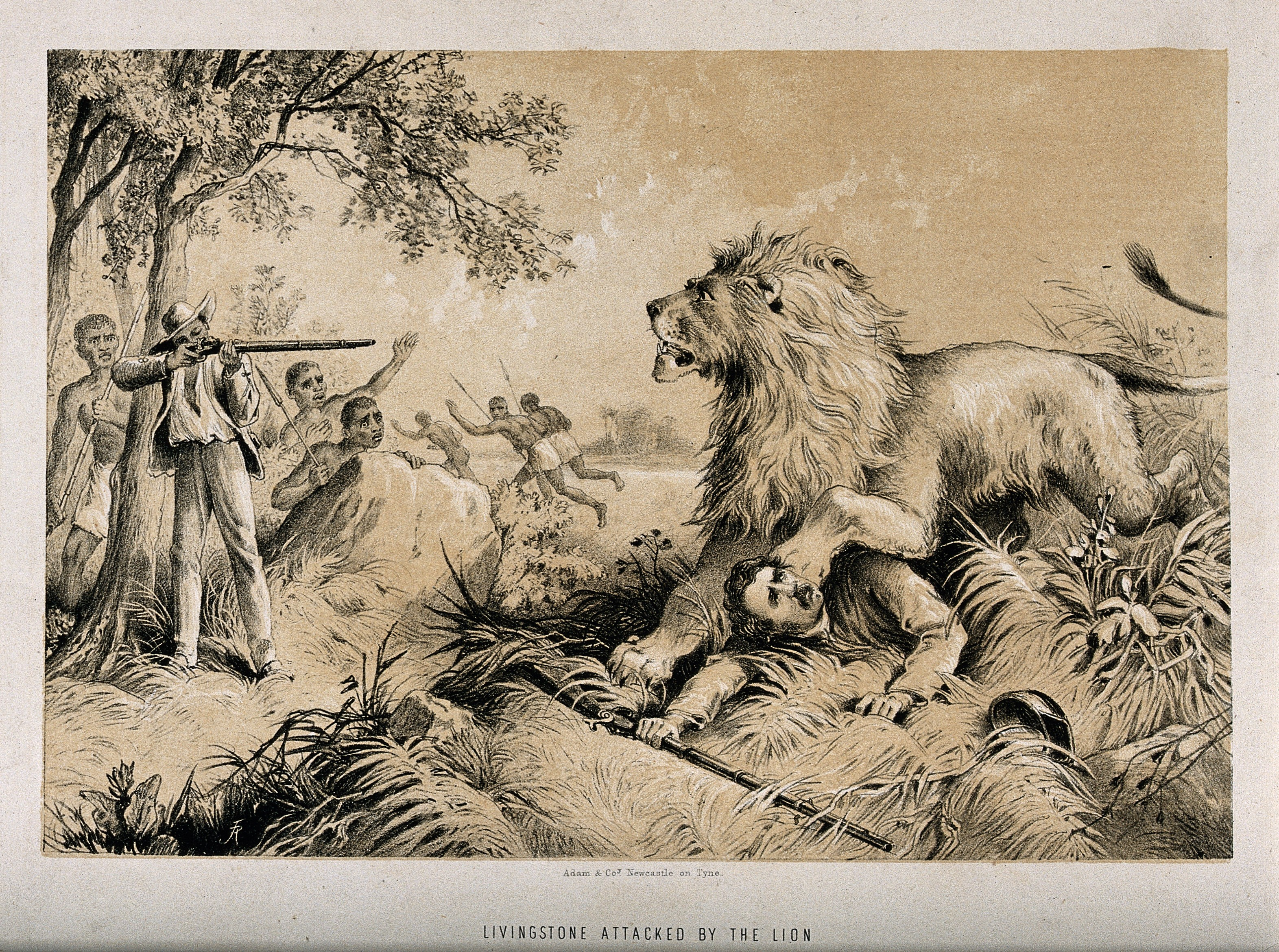
David Livingstone utrpěl těžké zranění po útoku lva

- 1849 – přešel poušť Kalahari a objevil jezero Ngami
- 1851 – dorazil k řece Chobe a po jejím toku pokračoval až k Zambezi.
- 1853–1856 – vydal se na expedici, při níž podruhé dosáhl řeky Zambezi. Prozkoumal tok Zambezi až k ústí do Indického oceánu.
- 1855 – objevil velkolepé vodopády, které nazval na počest britské královny Viktoriinymi.
- 1859 – objevil jezero Malawi.
- 1867 – objevil jezero Tanganika a Mweru.
- 1868 – dorazil k jezeru Bangweulu a zjistil, že z něho vytéká zdrojnice Konga. Tím objasnil otázku pramene tohoto veletoku.
- 1871 – vydal se na západ, objevil řeku Lualabu a správně stanovil, že patří do povodí Konga.

Stal se tak prvním člověkem, který přešel Afriku v její jižní části (z Luandy v Angole do mosambického Quelimane).
Henry Morton Stanley:

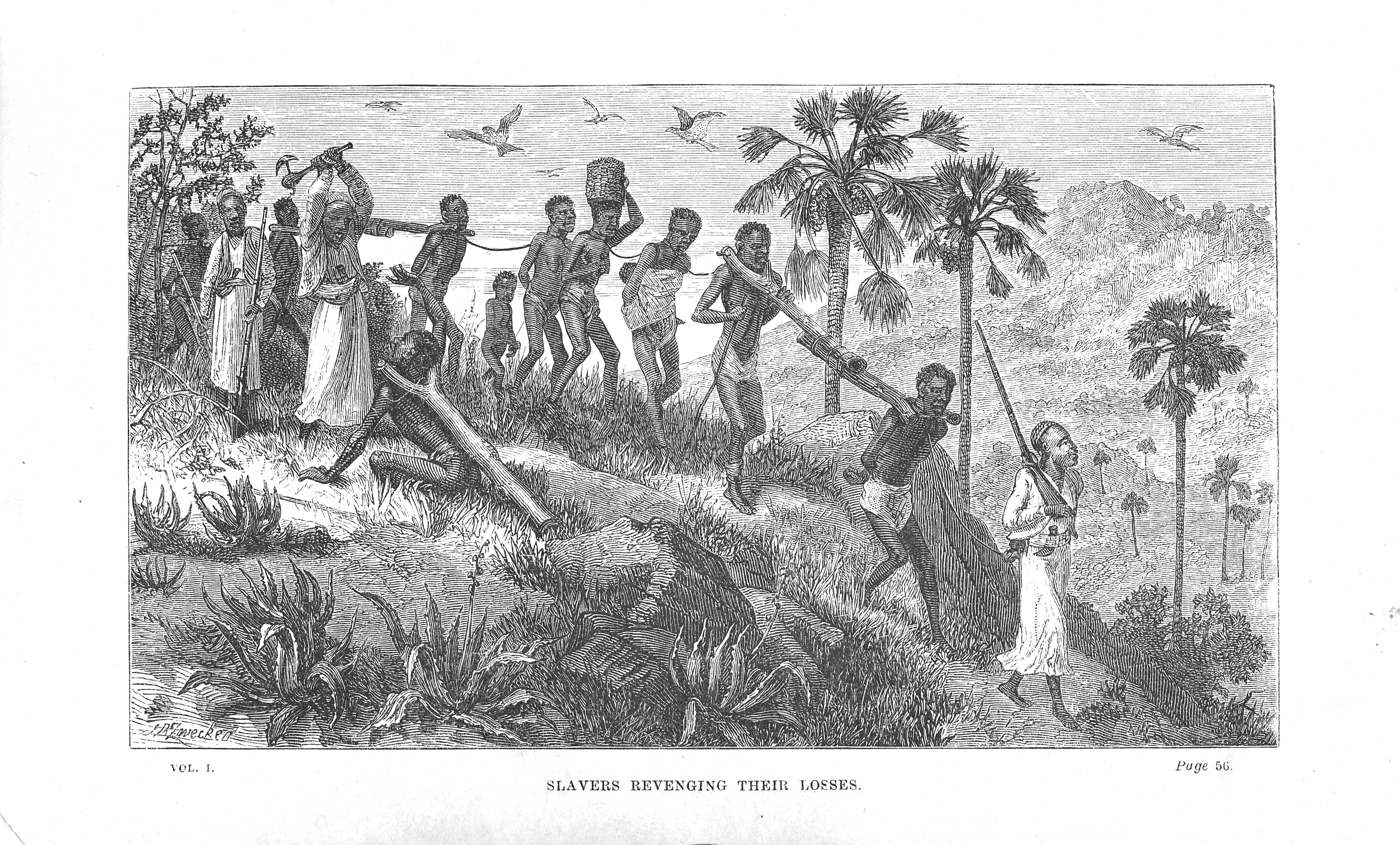
Livingstone i Stanley byli svědky arabského ochodu s otroky

- 1869 – vyslali jej do Afriky. Měl tam pátrat po zmizelém britském badateli Davidu Livingstoneovi.
- 1871 – vyrazil ze Zanzibaru, ostrova na pobřeží dnešní Tanzanie, aby hledal Livingstonea.
- 1871 – našel Livingstonea v Udžidži na břehu jezera Tanganika.
- 1874–1877 – cestoval na západ od jezera Tanganika podél řeky Lualaba. Ta se vlévá do Konga, po němž doplul až k moři.
- 1879–1884 – podnikl výpravu pro belgického krále Leopolda II. Ve středoafrické džungli založil Svobodný stát Kongo.
- 1887–1889 – se vypravil na poslední dobrodružství ve službách súdánského paši Emina.

Pozoruhodné byly i některé výpravy českých cestovatelů, např.
Emil Holub:
- 1872 – odjel poprvé do jižní Afriky. Zde pracoval sedm let jako lékař v diamantových polích, aby získal prostředky k cestě do neznámého afrického vnitrozemí. Nehoda a nemoc mu však zabránily dosáhnout cíle. Přesto shromáždil na této cestě bohatý a v té době ojedinělý etnografický materiál.
- 1883 – se dostal daleko na sever od Zambezi, kde mu však ze spleti příčin zmařili další výzkum příslušníci domorodého kmene Mašukulumbů, kteří sházeli ze skály všechny jeho vědecké přístroje i cenné záznamy.

Pavel Jáchym Šebesta:

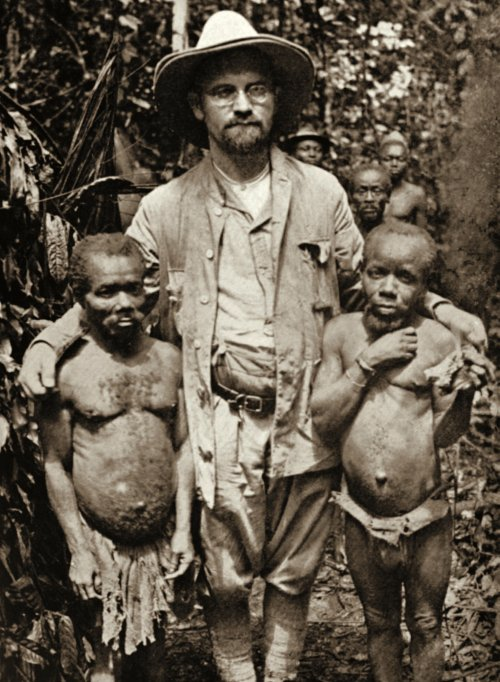
Pavel Jáchym Šebesta mezi Pygmeji, kteří obývají konžský prales nejméně 60 000 let

- 1912–1916 – působil jako misionář v Mosambiku v oblasti řeky Zambezi.
- 1929–1930 – v tehdejším Belgickém Kongu studoval v oblasti řeky Ituri středoafrické Pygmeje.
- 1934–1935 – cestoval z Mombasy přes Nairobi k Albertovu jezeru a dále do Belgického Konga, kde u řeky Ituri žil v táborech bambutských kmenů.
- 1949–1950 a 1954–1955 –  další cesty do afrických tropických pralesů spojené s výzkumem Pygmejů.

Adolf Parlesák:
- 1929–1930 – s Aloisem Polákem jeli na kolech podél Nilu do Súdánu a Habeše.
- 1935–1936 – působil ve funkci válečného poradce habešské armády.

Jiří Hanzelka s Miroslavem Zikmundem:
- 1947–1950 – podnikli cestu do Afriky a Jižní Ameriky. Z této cesty bylo rozhlasem odvysíláno přes 700 reportáží. Na této cestě udělali velké množství fotografií a natočili značné množství filmového materiálu, jehož dokumentární cena je značná.

Ladislav Mikeš Pařízek:
- 1959 –  jako první na světě objevil a popsal prameny řeky Niger.

Josef Vágner:
- 1965 – založil ZOO Safari ve Dvoře Králové specializované na africkou zvířenu, kde byl ředitelem. Zoologickou zahradu sám zásoboval zvířaty, která odchytával na svých afrických expedicích. Jeho knihy, soustřeďující se na Afriku, byly publikovány v sedmi jazycích. Kniha Safari pod Kilimandžárem pak získala v Lipsku v roce 1979 ocenění Zlatá kniha.

Expedice Lambaréné:
- 1968 – studentská expedice do nemocnice Alberta Schweitzera v gabonském Lambaréné, kam vezla zásilku léků.